# 1745年ジャコバイト蜂起
1745年ジャコバイト蜂起（1745ねんジャコバイトほうき、英語: Jacobite rising of 1745）、または四十五年の反乱（よんじゅうごねんのはんらん、英: Forty-five Rebellion）、ザ・フォーティファイブ（英: the '45）、チャールズの年（スコットランド・ゲール語: Bliadhna Theàrlaich [ˈpliən̪ˠə ˈhjaːrˠl̪ˠɪç]）は、チャールズ・エドワード・ステュアートが起こした、父ジェームズ・フランシス・エドワード・ステュアートのためにイギリス王位を取り戻す試み。イギリス陸軍がオーストリア継承戦争の最中で大半が大陸ヨーロッパを転戦しているのに乗じて決起したが失敗に終わり、1689年からの一連の蜂起（1708年、1715年、1719年にも勃発していた）では最後のものとなった。
チャールズは1745年8月19日にハイランド地方のグレンフィンナンで決起、エディンバラを占領して9月のプレストンパンズの戦いにも勝利した。10月の作戦会議でイングランドのジャコバイトからの支持、およびフランスがイングランド南部で同時に上陸することを保証して、スコットランド人にイングランド侵攻を同意させた後、11月初にジャコバイト軍を率いてイングランドに進軍、12月4日にイングランド中部のダービーに到着したが、そこで引き返した。
引き返すべきかの議論はカーライル、プレストン、マンチェスターでも行われており、ジャコバイト軍の多くはすでに進みすぎたと考えていた。侵攻経路はジャコバイト支持者の多い地域を選んで進んだが、イングランドのジャコバイトからの支援が実現しなかったため、数の上で政府軍と比べてかなり不利になっており、撤退経路が切断される危険もあった。そのため、ジャコバイト軍の大半が撤退を支持したが、結果的にはチャールズとスコットランドのジャコバイトの間で楔が打ち込まれる形となり、ジャコバイト軍は1746年1月のフォルカーク・ミュアの戦いで再び勝利したものの、4月のカロデンの戦いで大敗、反乱が終結するとともに亡命ステュアート家への支持も霧消した。チャールズはフランスに逃亡して再び蜂起を計画したが支持を得られず、1788年にローマで亡くなった。

## 背景

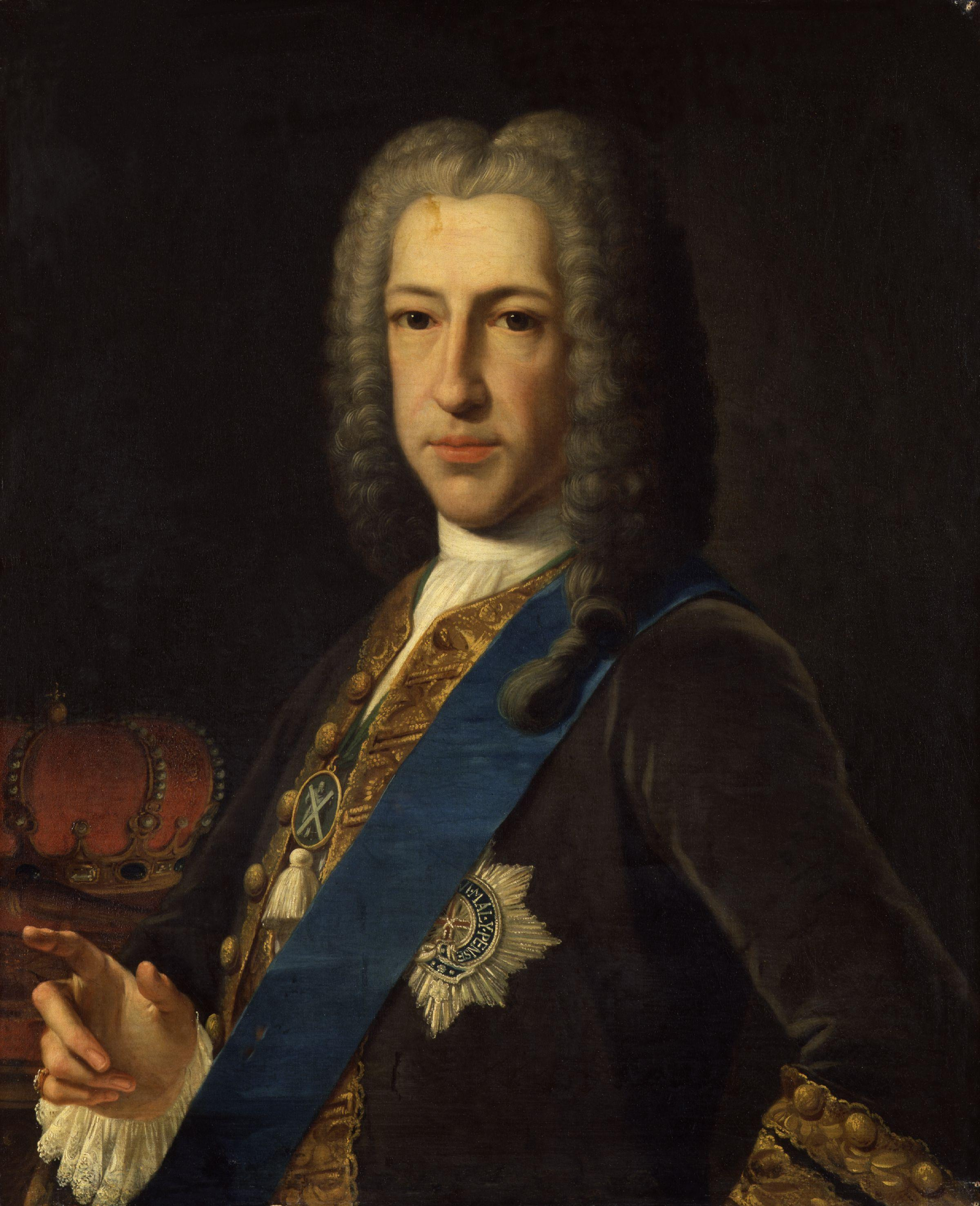
ジェームズ・フランシス・エドワード・ステュアート「老僭王」、アントン・ラファエル・メングス作、1740年代。

1688年の名誉革命により、ジェームズ2世および7世が廃位され、その娘でプロテスタントのメアリーとオランダ出身の夫ウィリアムが共同でイングランド、アイルランド、スコットランドの王位に即いた。しかし、メアリー（1694年没）も、その妹アンも後継者となる子供を残せず、異母弟でカトリックのジェームズ・フランシス・エドワードが最近親の継承者となった。議会はプロテスタント国王の即位を保証すべく、1701年王位継承法でカトリックを王位継承から排除した。そのため、アンが1702年にイングランド女王に即位したとき、継承者は遠戚ながらプロテスタントのゾフィー・フォン・デア・プファルツとなった。ゾフィーが1714年6月に、アンが同年8月に相次いで死去すると、ゾフィーの息子がジョージ1世としてイギリス国王に即位した。

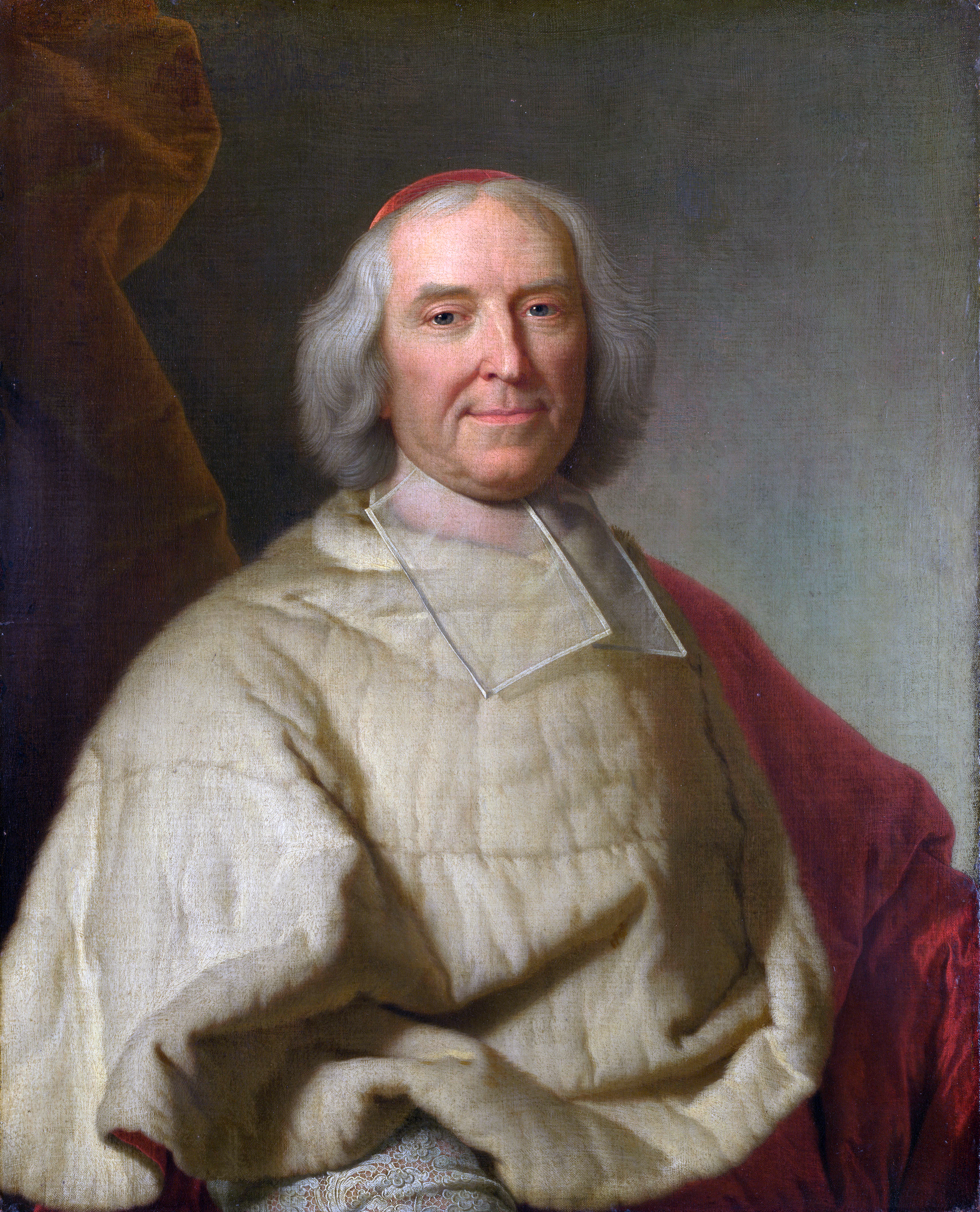
フルーリー枢機卿、1723年から1743年までのフランス宰相。ジャコバイトがイギリスに対抗するための武器にしては弱すぎると考えた。

ステュアート家を支持していたフランス王ルイ14世が1715年に死去した後、その後継者たちは経済再建のためにイギリスとの平和を必要とした。結果として締結された1716年の英仏同盟によりジェームズはフランスからの出国を余儀なくされ、彼はローマ教皇からの年金を受けてローマに住んだ。しかし、イギリスにおけるステュアート家の支持者が主にプロテスタントで構成されており、彼らにとってこの行動は支持できないものだった。
1715年と1719年の反乱はいずれも鎮圧され、特に後者の失敗がひどかったため、それを計画した者が「国王の利益と国王に忠実な臣民を破滅させそう」と結論付けるほどだった。ボリングブルック子爵など追放されて久しい者は恩赦を受け入れて帰国するか、外国で職にありつけることを選ぶようになり、多くの人々はステュアート家に同情的であり続けたものの、ステュアート家復位の望みは潰えたようにみえた。ジェームズに息子チャールズ（1720年生）やヘンリー（1725年生）が生まれたことは大衆の興味を維持することに貢献したが、ジェームズ自身は1737年までに「復位の望みを全て諦めて、ローマで安穏に生活した」という。
1730年代より、フランスはイギリスの1713年以降の貿易発展をヨーロッパにおける勢力均衡への脅威としてみるようになり、それを低減させようとした。ステュアート家の復位は取りうる選択肢の1つだったが、出費が高く危険が伴う上、ステュアート家がハノーヴァー家より親仏的というわけでもなかったためその価値は少なかった。持続的ながら低度の反乱のほうが性能対価格比が良く、中でもハイランド地方が封建的な氏族社会と、山がちな遠隔地であるの2点で反乱の地点としては理想的である。しかし、スコットランドのジャコバイトの多くが気づいているように、持続的な反乱は現地民に壊滅的な打撃を与えるという欠点がある。

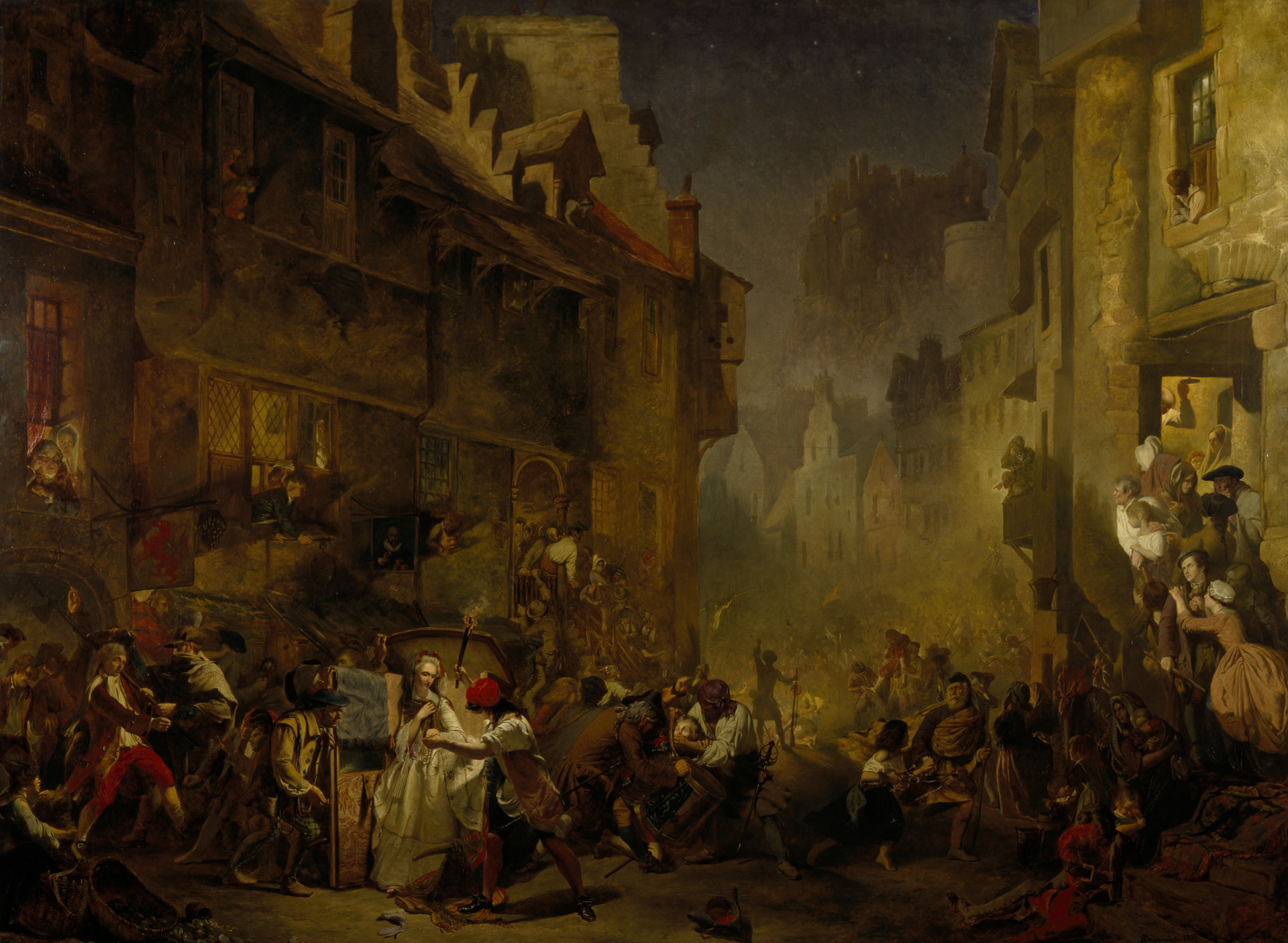
1737年のエディンバラにおけるポーティアス暴動は1707年の連合の後、政府のスコットランドにおける政治力が失われていることを示す。

反乱の機会はロンドン政府への不満によってもたらされ、1725年に麦芽税暴動が、1736年にポーティアス暴動が勃発した。1743年3月にはスコットランドでのみ軍務を行うという認識の第43ハイランド歩兵連隊（「ブラック・ウォッチ」とも）がフランドルに派遣されたため、短期間の兵士反乱がおこった。しかし、賃金や軍務環境の状況などをめぐる兵士反乱はほとんど見られないことでもなく、最も激しい暴動は1725年にグラスゴーで起こった。グラスゴーは1746年にチャールズが「私の友達がいない場所、そしてそれを隠そうともしない場所」と述べた場所であり、ジャコバイト嫌いで知られていた。

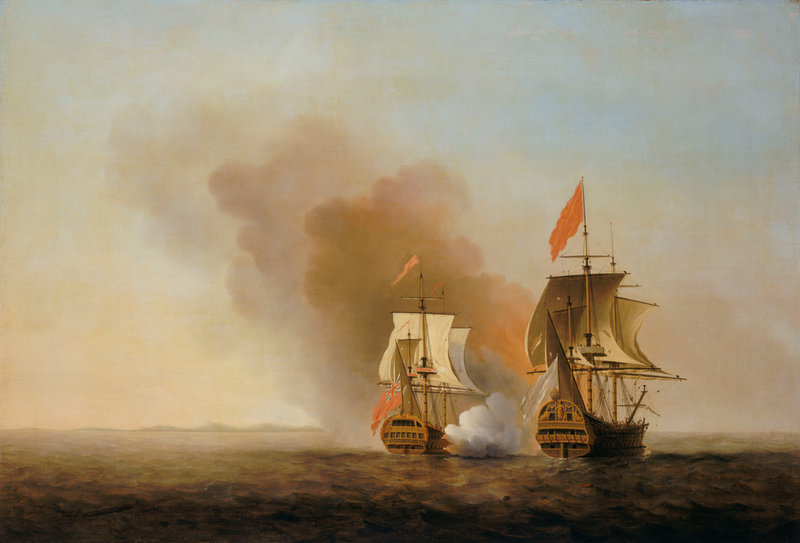
1739年、スペインとイギリスの間で米州の貿易をめぐる紛争が起こり、戦争に発展した。

スペインとイギリスの間の貿易紛争により1739年にジェンキンスの耳の戦争が勃発、さらに1740年から1741年にはオーストリア継承戦争が勃発した。20年ほどイギリス首相を務めたロバート・ウォルポールはトーリー党と反ウォルポールの愛国ホイッグ党が手を組んだため1742年2月に辞任を余儀なくされ、続いて愛国ホイッグ党がウォルポール派と取引をして、トーリー党の大半を政権から締め出した。ボーフォート公爵などのトーリー党員は激怒、フランスにジェームズのイギリス国王復位への支援を求めた。
イギリスとの戦争が時間の問題なのは明らかだったが、1723年よりフランス宰相を務めたフルーリー枢機卿はジャコバイトが信用できない妄想家と考え、ほかの大臣の大半もそれに賛同した。アルジャンソン侯爵が数少ない例外の1人であり、1743年1月にフルーリーが死去すると、フランス王ルイ15世は親政、1744年11月にアルジャンソン侯爵を外務大臣に任命した。

### 1715年以降のジャコバイトの動向

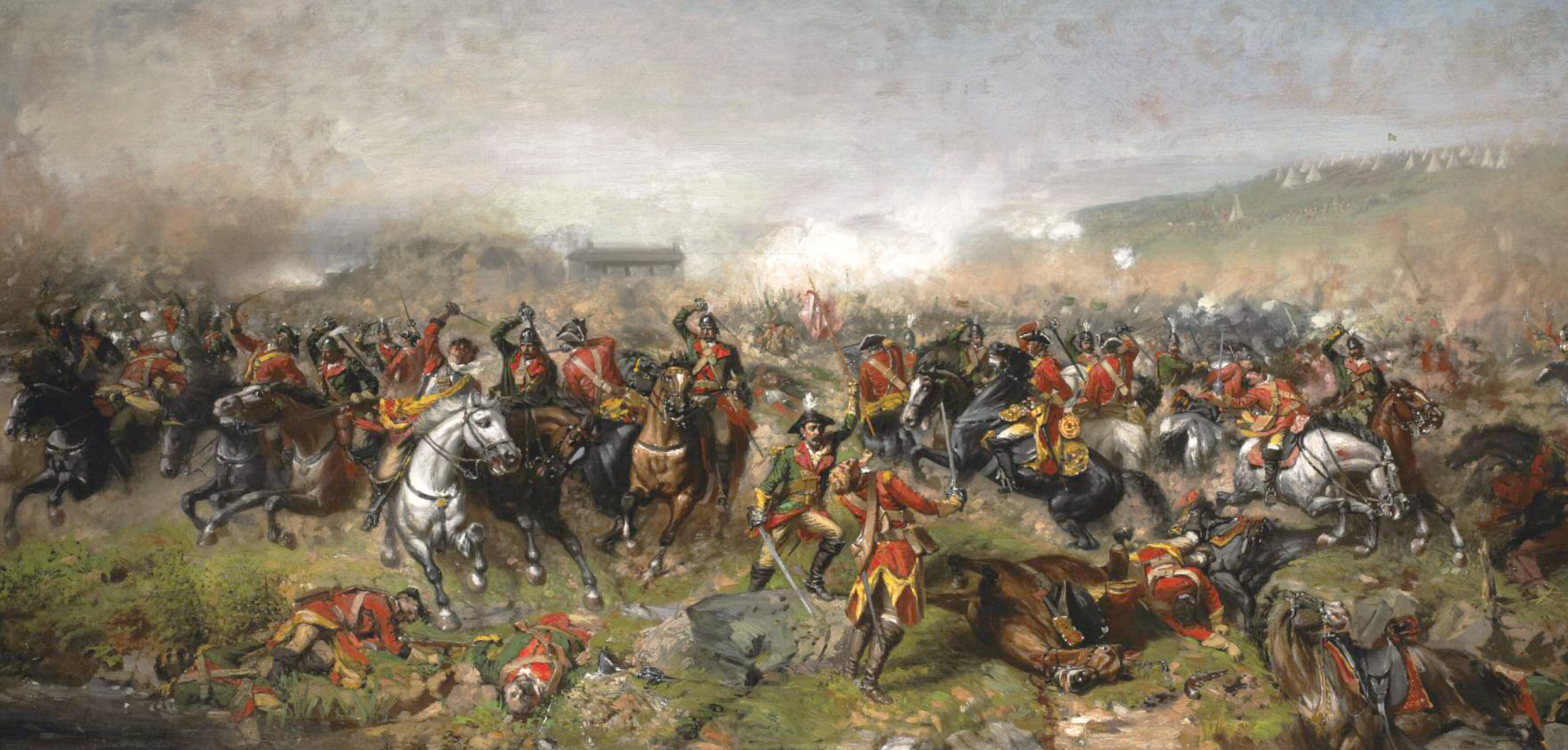
1691年7月のオーグリムの戦いに敗北した結果、アイルランド人の土地改革とカトリック寛容への望みは絶たれた。1745年の蜂起でチャールズの顧問を務めた者は多くが亡命アイルランド人だった。

亡命ステュアート家の支持者（ジャコバイト）は1745年時点でもイギリスとアイルランドの政治に影響力を有したが、それぞれの目的は違い、お互いに矛盾するところもあった。目的の違いは1745年の蜂起において、特にスコットランド人とアイルランド人の間で明らかであり、イングランド人からの支持を計るときにハノーヴァー朝への無関心をステュアート家への支持に取り違えたほどだった。
チャールズの顧問にはジョン・オサリヴァンなどの亡命アイルランド人がおり、彼らはアイルランドに自治とカトリック主導を望み、清教徒革命期のアイルランド同盟戦争後に没収された土地の返還も望んだ。ジェームズ2世は1689年から1691年までのウィリアマイト戦争において、アイルランド人の支持と引き換えにこれらの譲歩をしたが、その約束が果たされるにはステュアート家の復位が不可欠だった。

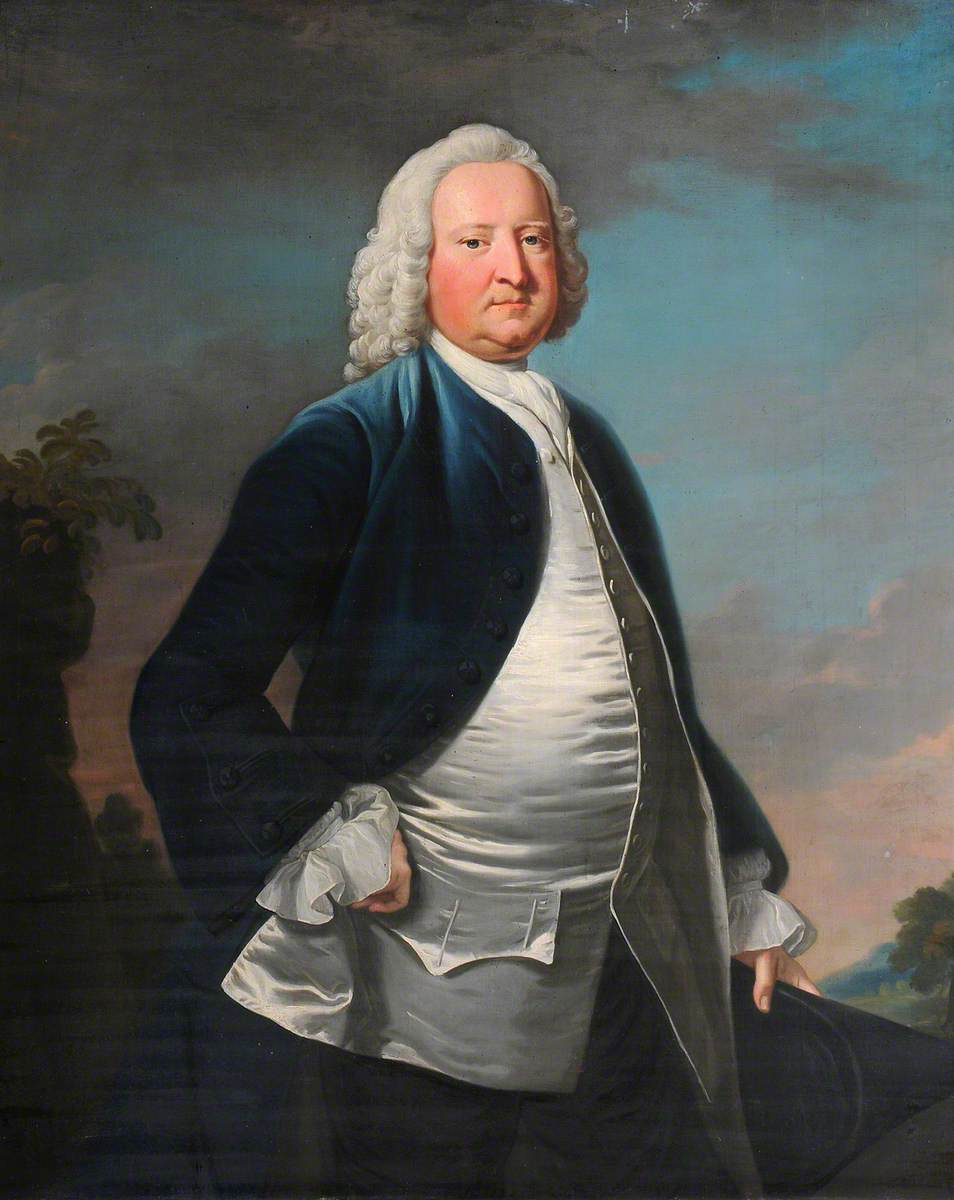
サー・ワトキン・ウィリアムズ＝ウィン（1692年 - 1749年）、ウェールズの地主、庶民院議員。肖像画で着ている青いウエストコートはトーリー党ジャコバイトの証である。

ハノーヴァー朝における野党としてのトーリー党はイギリス貿易への保護を重要視する重商主義政策を支持した。このことは歳出をイギリス海軍の増強に向けることを意味し、大陸ヨーロッパへの派兵は費用が高く主にハノーファーを利すると考えられた。この見方はシティ・オブ・ロンドンで特に強かったが、外交官のほうでは外国に絡むことへの反対が「イギリスの貿易が損害を被らない限り」との条件付きであると見抜いていた。

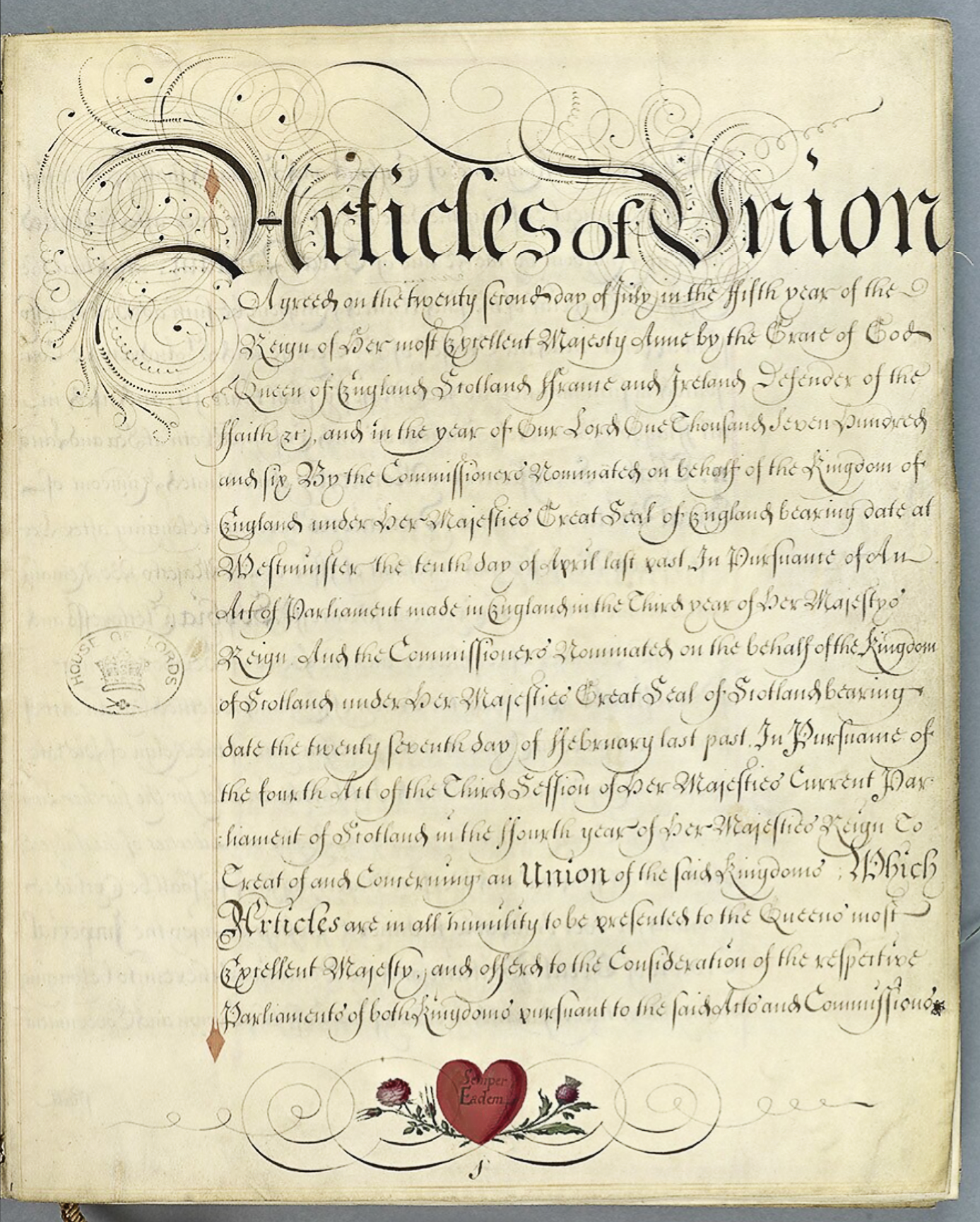
1707年合同法への反対はスコットランド人ジャコバイトの間で一貫している。

1715年の蜂起に参加したイングランド人の多くがカトリックだったものの、ステュアート家を支持するトーリー党員のイングランド人とウェールズ人は熱烈な反カトリックが多かった。1715年の蜂起では軍歴に欠けるプロテスタントのトマス・フォスターがイングランド人ジャコバイト軍の指揮官に任命されたが、その目的は蜂起がカトリック反乱とみられることを回避するためだった。
1745年時点でもトーリー党員の多くがステュアート家を支持し続けたが、彼らにとってイングランド国教会優位の確立のほうがはるかに重要であった。そのため、彼らはイングランド国教会をチャールズ、カトリックに属する顧問たち、チャールズの軍勢の大半を構成する長老派スコットランド人、さらに国教忌避者全般から守る必要があった。ウェールズにおいても「ジャコバイト」と示威することが18世紀のウェールズにおけるメソジスト復興運動への敵意に起因することが多かった。しかし、亡命ジャコバイトは支持者を構成する諸派の差を認識できず、トーリー党からの支持がステュアート家支持に起因するのではなく、ホイッグ党との政策上の違いに起因することも見抜けなかった。
ウェールズのジャコバイトで最も目立ったのはデンビーシャーの地主でトーリー党の庶民院議員だったサー・ワトキン・ウィリアムズ＝ウィンであり、彼はジャコバイト組織であるサイクル・オブ・ザ・ホワイト・ローズ（Cycle of the White Rose）の指導者でもあった。彼は1740年から1744年までステュアート家の代表と数度面会して、「王子（チャールズ）がフランス軍を連れてきたら」支持を保証すると述べた。結局、ウィリアムズ＝ウィンは蜂起を通してロンドンに留まり、ウェールズのジェントリで蜂起に参加したのは法律家のデイヴィッド・モーガン（David Morgan）とウィリアム・ヴォーン（William Vaughan）だけだった。
1719年の蜂起が失敗した後、スコットランドとイングランドで新しい法律が議決され、臣従宣誓を拒否する聖職者への懲罰が定められたが、この臣従宣誓とはハノーヴァー家への宣誓であり、ステュアート家への宣誓ではなかった。臣従宣誓を拒否したイングランド人聖職者は主に寝返りが許されるかを争点としたため、時間が過ぎるとともにそれが問題となる聖職者が死去していき、問題は薄れていった。一方でスコットランドではスコットランド国教会（現スコットランド聖公会）がイングランド国教会との教義上の差により独立性を維持したため、ジャコバイト反乱軍の指導者と参加者は多くが臣従宣誓を拒否するスコットランド国教会の聖職者を牧師とする教会に所属した。しかし、全員がそうだったわけではなく、1745年の蜂起を支持したスコットランド人ジャコバイトの間で最も一貫していたのは1707年合同法への反対であり、政治上の自主を失う対価としての経済上の利益が得られていないとみられたのであった。このことは特にスコットランド議会のあったエディンバラ、そしてハイランド地方で顕著だった。
要約すると、チャールズは統一グレートブリテン王国の王位を取り戻そうとし、王権神授説と絶対主義に基づいて統治しようとした。これらの思想は1688年の名誉革命で拒否されたが、イングランドとアイルランドのカトリック亡命者が大半を構成するチャールズの顧問によって支持された。そのため、チャールズの顧問の考えは1745年の蜂起を支持したジャコバイトの大半を構成するスコットランド人プロテスタントの考え、すなわち合同法、カトリック、そして「恣意的な」統治の3点に反対するという考えと大きく異なった。

## スコットランドに上陸するチャールズ

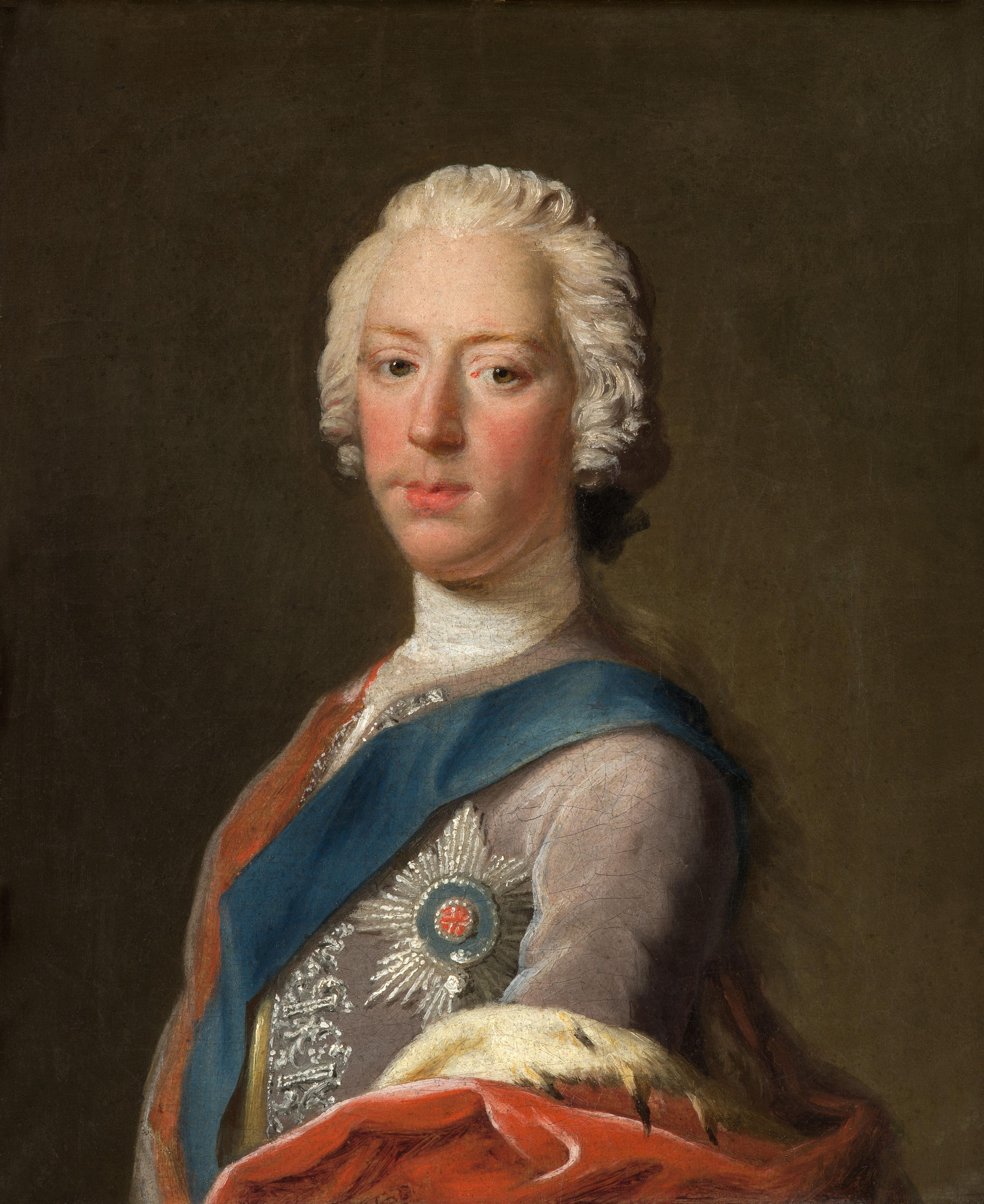
1745年末のチャールズ・エドワード・ステュアート。右に示すルイ15世の肖像画との類似点が見られる。

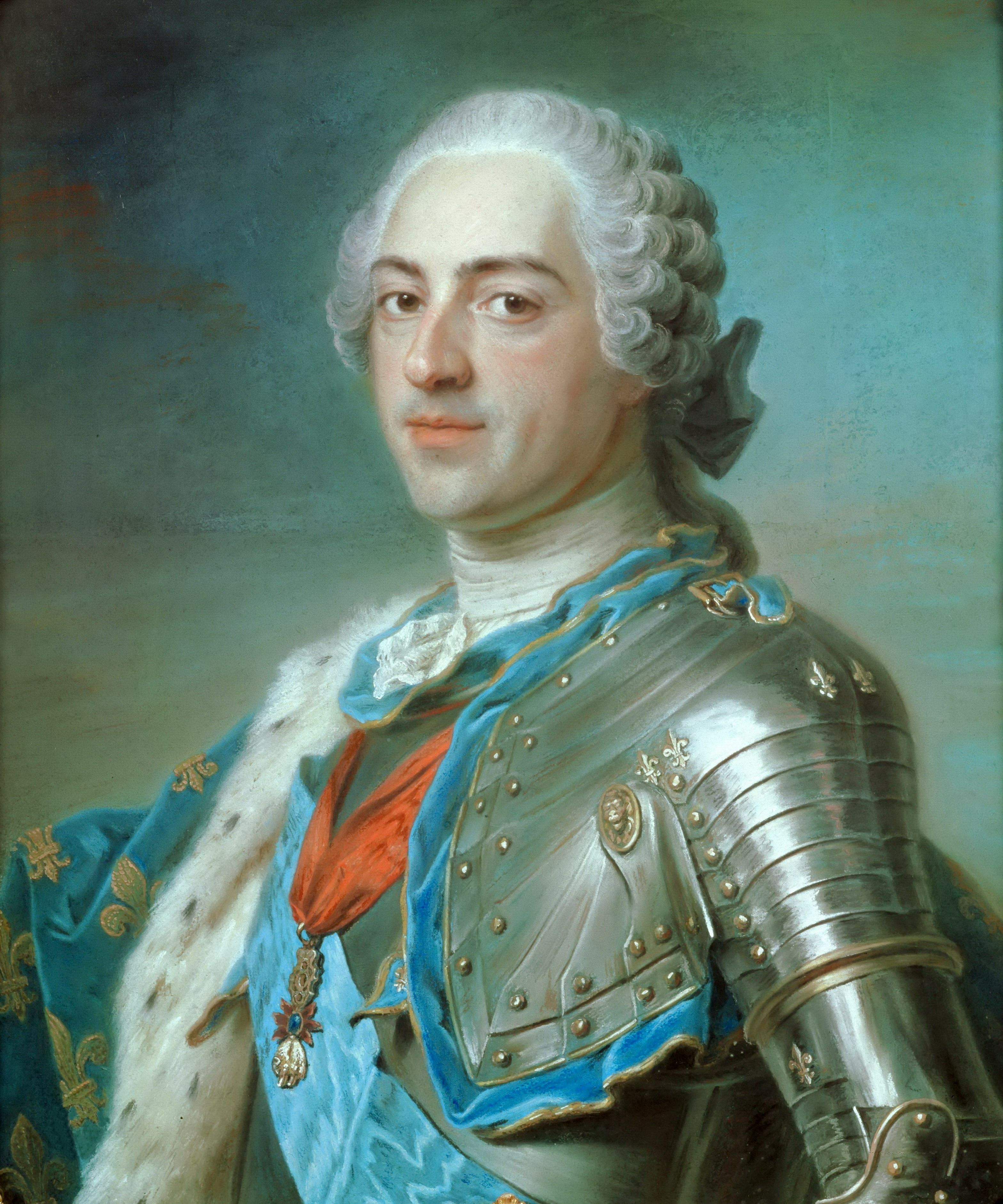
フランス王ルイ15世

1743年のフォンテーヌブロー条約（家族協約とも）において、ルイ15世と叔父のスペイン王フェリペ5世は対イギリスで共同歩調をとることに合意したが、これにはステュアート家を復位させる試みも含まれた。11月、ルイ15世はジェームズに侵攻が2月に予定されていると教え、潮流に1回乗っただけでテムズ川までたどり着けられるという理由でダンケルクを出発地に選び、そこに軍勢と輸送船など合計1万2千人を集結させた。イギリス海軍がこの動きに気づくことは想定されており、ブレストのフランス艦隊は陽動作戦としてこれ見よがしに出港の準備をした。
ジェームズがローマに留まった一方、チャールズは秘密裏に侵攻軍との合流に向かった。しかし、ジャック・アイマール・ド・ロクフイユ・エ・デュ・ブスケ提督率いるフランス艦隊が1744年1月26日にブレストを出港したとき、イギリス海軍はそれを追跡しなかった。この時代の軍事行動は一般的には冬を避ける傾向にあるが、対英の海軍活動は海風と潮流で海上封鎖がしにくくなる冬季に行われることが多い。しかし、同時に危険も高く、今度も1719年の蜂起と同じく嵐に遭い、フランス艦の多くが沈没するか大破し、ロクフイユ自身も犠牲者となった。3月、ルイ15世は侵攻を取り消し、イギリスに宣戦布告した。
8月、チャールズはパリに向かい、そこでスコットランド上陸を求めたが、そこでステュアート家とスコットランドにおける支持者の間の連絡役であるサー・ジョン・マレー・オブ・ブロットンに会った。マレーが後に回想したところによると、彼はスコットランド上陸に反対したが、チャールズが「たとえ兵士1人しかついてこなくとも、[...]来る決心がある」と返答したという。マレーがこのことをスコットランド人に教えると、スコットランド人は再びフランスの支援なしに蜂起することへの反対を表明したが、チャールズはスコットランドさえ上陸できればフランスは否が応でも支援せざるを得なくなると踏んだ。
チャールズは1745年の最初の数か月間を武器の購入に費やし、またフランス軍が1745年4月のフォントノワの戦いで勝利したため、チャールズはフランス当局を説得して輸送船2隻を提供させることに成功した。この輸送船とは16門艦で私掠船のデュ・テュイエ、そして1704年にイギリスから拿捕した64門の老朽艦エリザベスであり、これら2隻には武器とフランス軍のアイルランド旅団のクレア連隊からの志願兵が乗せられた。

戦列艦ライオンとの海戦により、エリザベスは武器と志願兵の大半を乗せたまま港に戻ることを余儀なくされた。

7月初、チャールズはサン＝ナゼールでモイダートの7人とともにデュ・テュイエに乗船した。モイダートの7人で最も有名なのは亡命アイルランド人で元フランス士官のジョン・オサリヴァンであり、彼は参謀も務めた。7月15日、デュ・テュイエとエリザベスはスコットランド西部諸島を目指して出港したが、4日後にイギリスの戦列艦ライオンに発見され、エリザベスはライオンとの4時間にわたる海戦の末、港に戻ることを余儀なくされた。エリザベスがアイルランド人志願兵と武器の大半を乗せていたため、チャールズにとって大きな損失となったが、彼はかまわずデュ・テュイエで進み続け、7月23日にエリスケイ島に上陸した。
マクドナルド・オブ・スリート氏族やノーマン・マクロードなどチャールズが連絡した人物の多くは彼にフランスに戻るよう進言した。彼らはチャールズがフランスの軍事援助のないまま上陸したため、先の約束を破っており、また敗北で氏族が受ける打撃にも憂慮した。後に説得された者も多かったが、チャールズにとってこの説得は簡単なことではなかった。例えば、ドナルド・キャメロン・オブ・ロキールはチャールズが「蜂起が失敗に終わった場合、彼の資産を全額保障」してようやく協力し、マクロードやマクドナルド・オブ・スリート氏族はカロデンの戦いの後にチャールズの逃亡を手伝っただけだった。

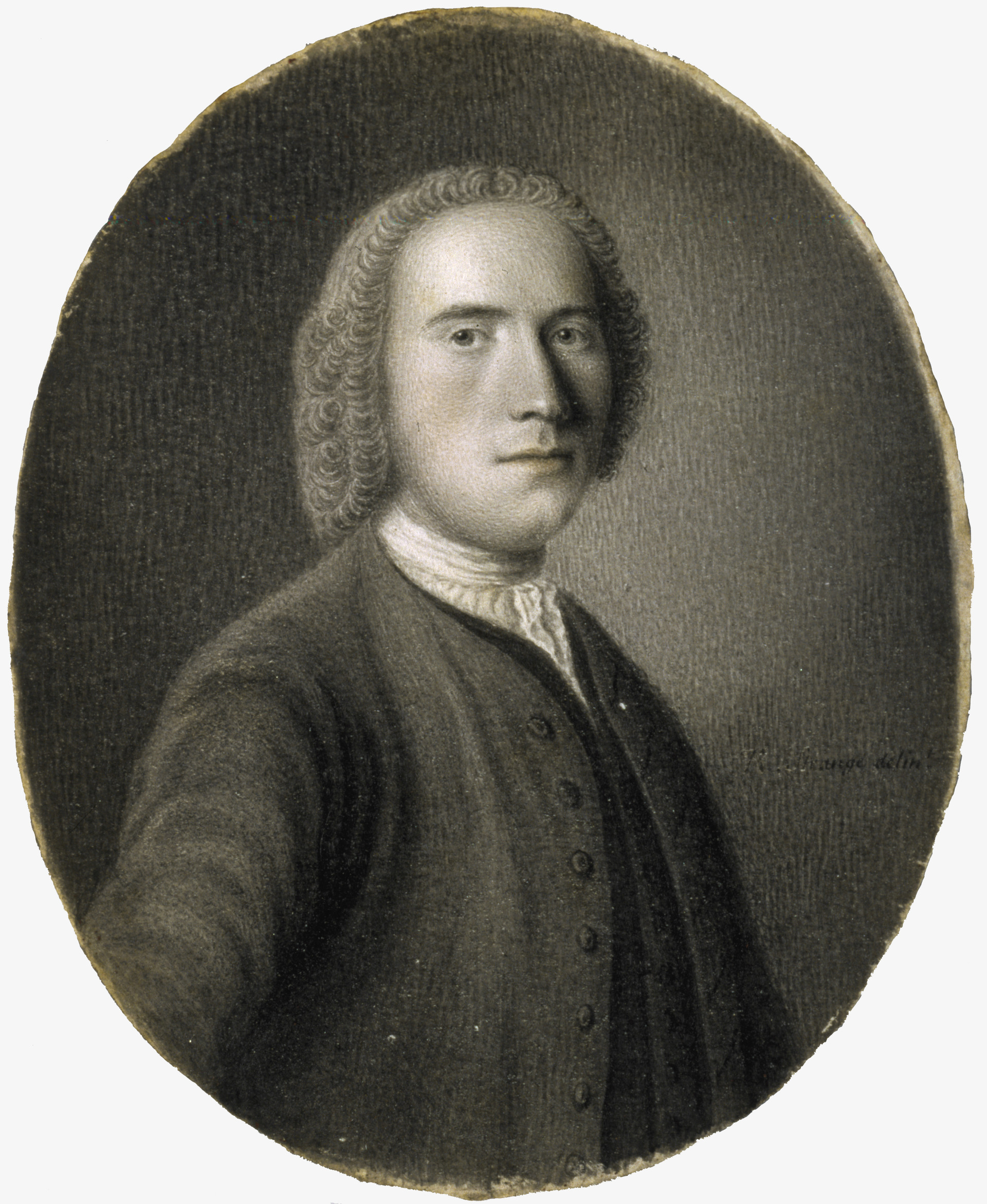
ジョージ・マレー卿。指揮官としては有能だったが、チャールズとオサリヴァンとの関係が悪かった。

8月19日、ジャコバイト軍はグレンフィンナンで挙兵した。ハイランド部隊が挙兵に立ち会ったが、オサリヴァンはその人数を約700人とした。ジャコバイト軍はエディンバラへの進軍を開始、9月4日にはパースに到着、そこでジョージ・マレー卿などの支持者と合流した。ジョージ・マレー卿は1715年と1719年の蜂起に参加した後に恩赦を受けており、ハイランドの軍事慣習を熟知していたためオサリヴァンの代わりに指揮を執った。その後、ジャコバイト軍は1週間かけて再編成を行った。
8月9日、スコットランド民事控訴院長ダンカン・フォーブスはジャコバイト軍上陸の確認をロンドン当局に送った。政府側の軍勢はサー・ジョン・コープ率いる兵士3千人だったが、訓練を受けていない新兵であり、しかもマレーが寝返る前にコープの顧問を務めたため、コープがジャコバイト軍の目的について情報に欠けていた一方マレーはコープの動向を熟知していた。フォーブスは人々との関係を利用してジャコバイト側に与しないよう押しとどめようとし、ロキールやラヴァト卿の寝返りは阻止できなかったがサザーランド伯爵、マンロー氏族、フォートローズ卿の支持は確保した。

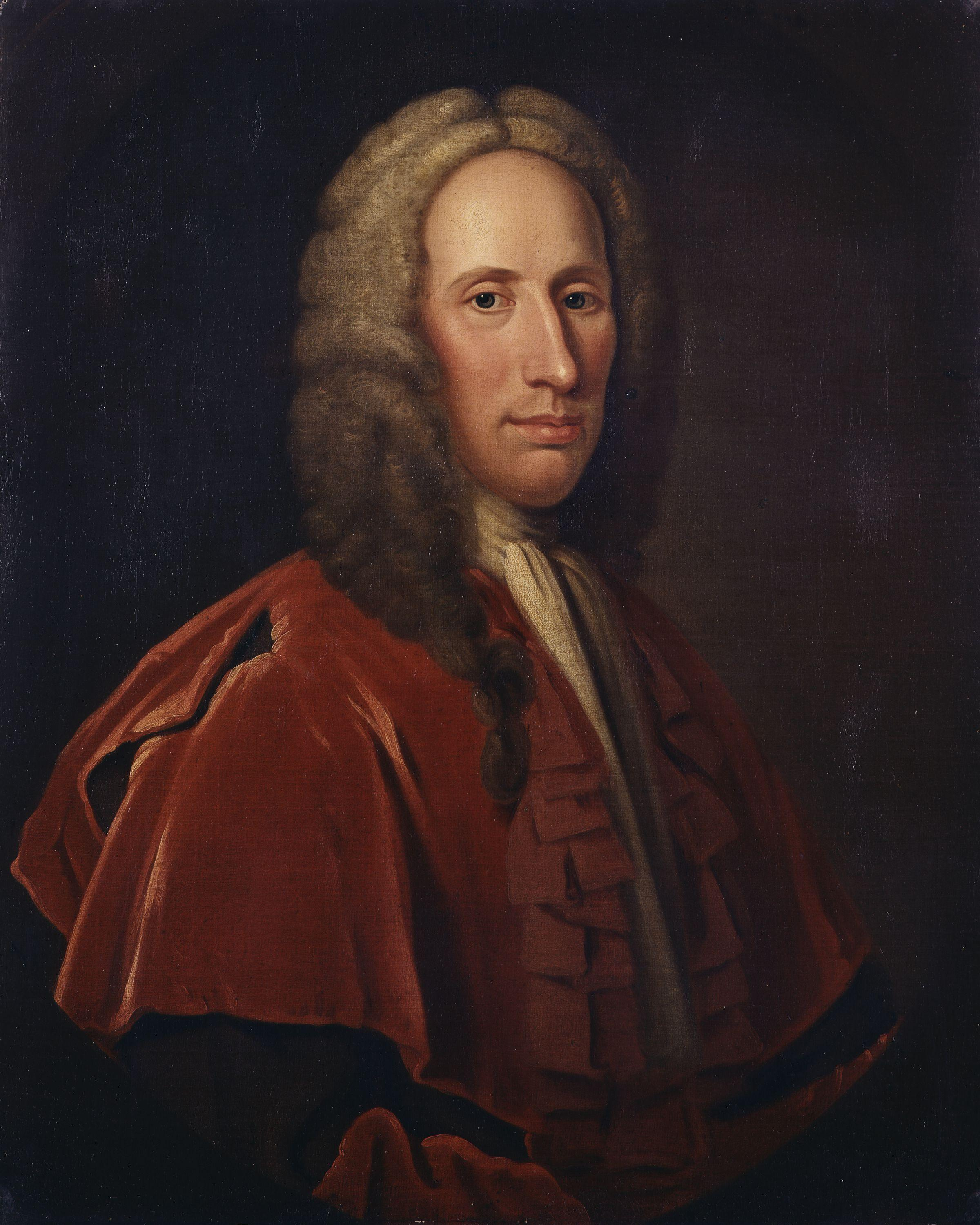
スコットランド民事控訴院長ダンカン・フォーブス

9月17日、チャールズは抵抗に遭わずにエディンバラ市に入城したが、エディンバラ城自体は政府軍が確保したままだった。翌日、ジェームズがスコットランド王でチャールズが摂政を務めるとの宣言が発された。21日、ジャコバイト軍はコープの軍勢に攻撃を仕掛け、エディンバラ郊外で行われた20分間にも満たないプレストンパンズの戦いでコープの軍勢を追い散らせた。フランドルのイギリス軍指揮官カンバーランド公爵は1万2千の軍勢とともにロンドンに呼び戻された。
スコットランドでの支持を固めるべく、チャールズは10月9日に「僭称された合同」の解体宣言を発し、10日に王位継承法の無効を宣言した。また1695年に議会が行ったグレンコーの虐殺に関する調査の議事録の出版をカレドニアン・マーキュリー紙に命じた。
10月中旬にフランスが資金と武器を輸送してきて、さらに使節としてデギーユ侯爵アレクサンドル・ジャン＝バティスト・ド・ボワイエを派遣したことでフランスの支援が証明されたようにみえ、ジャコバイト軍の士気は大いに上がった。しかし、エルホー卿が後に回想したところによると、スコットランド人の多くはこの時点ですでにチャールズの専制的なふるまいと、アイルランド人顧問の影響を受けすぎたことを憂慮していたという。15から20人の指導者で構成するプリンス・カウンシル（Prince's Council、「王子の諮問会」） が設立されたが、チャールズはそれをスコットランド人が神によって選ばれた国王に強いたものであるとして嫌い、諮問会の会議では諸派の分裂が目立った結果に終わった。

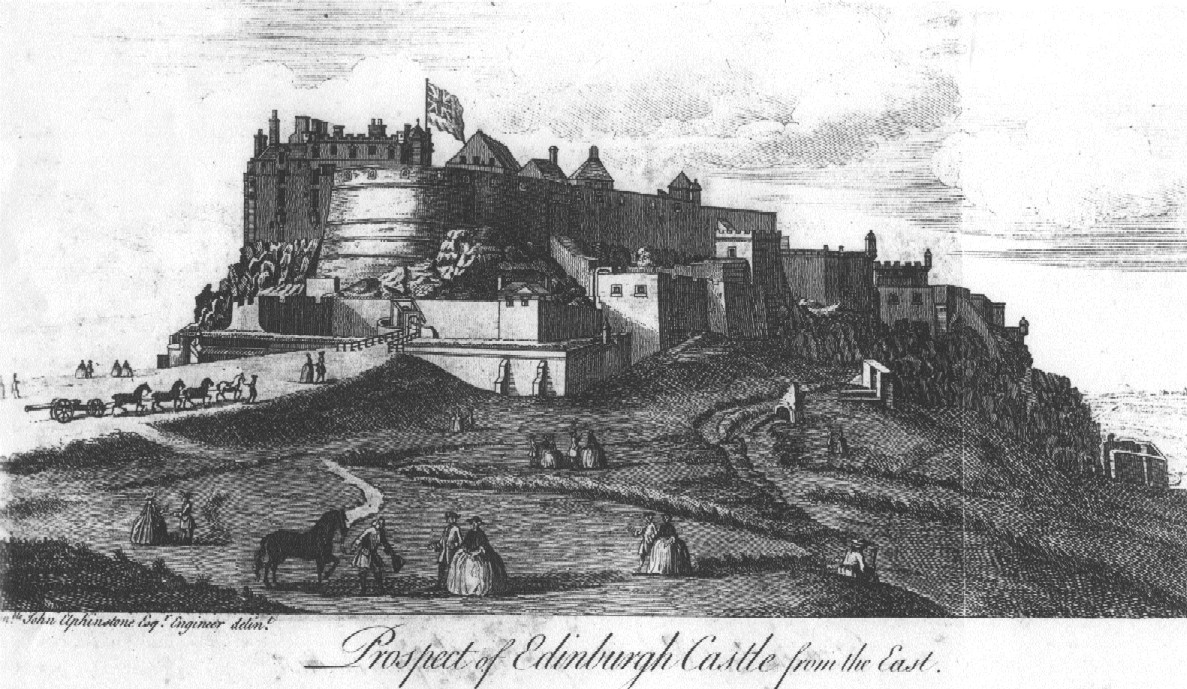
エディンバラ城、1753年の版画。エディンバラ城は蜂起の全期間を通して政府軍が維持した。

諸派の分裂は特に10月30日と31日にイングランド侵攻を討議した会議で明らかだった。スコットランド人は足場を固めようとし、イングランド人の蜂起やフランスからの侵攻への支援には前向きだったが自分でイングランド侵攻を行うことは避けたかった。一方の亡命アイルランド人にとって、ステュアート家をイギリス王位に就かせることがジェームズ2世の保証したカトリック主導のアイルランド自治を確保する唯一の方法だった。チャールズはハノーヴァー家を追い出すことがスコットランドの独立を保証する最良の手であり、イングランドに進軍すれば数千人の支持者が合流すると訴えた。デギーユ侯爵もフランス軍がもうすぐイングランドに上陸すると諮問会に保証した。
結局、諮問会は疑惑を抱いたまま、イングランドとフランスの支援を条件にイングランド侵攻に同意した。以前にスコットランドからイングランドに侵攻したときはベリック＝アポン＝ツイードで国境を越えたが、マレーはカーライルなど、1715年の蜂起のときにジャコバイトを強く支持したイングランド北西部を通る経路にした。ジャコバイト軍は11月4日を最後にエディンバラを離れ、ロジャー・ハンダシド率いる政府軍は14日にエディンバラ市を奪回した。

## ジャコバイト軍のイングランド侵攻

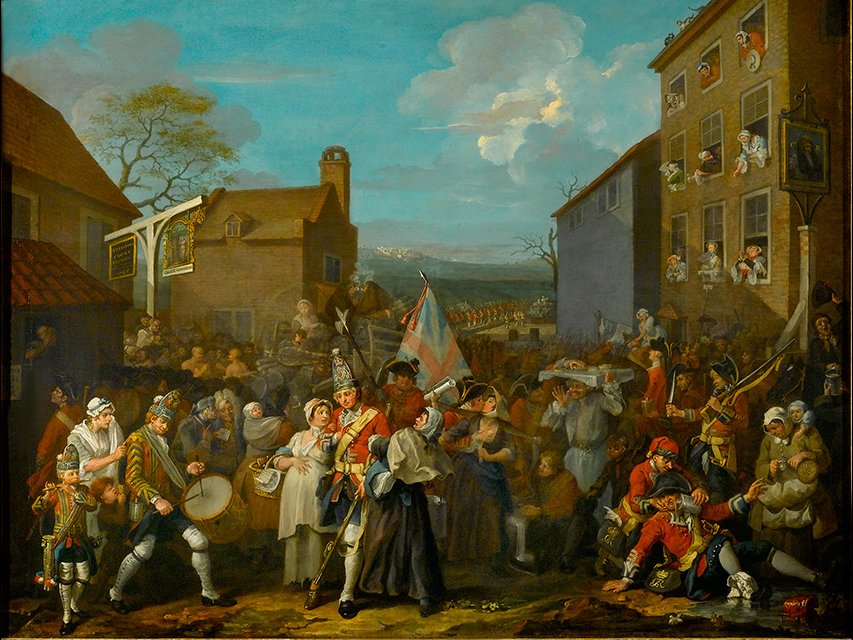
『衛兵隊のフィンチリーへの行進』、ウィリアム・ホガース作。ジャコバイト軍からロンドンを守るべく兵士が召集された。

マレーはニューカッスル・アポン・タインにいる政府軍の指揮官ジョージ・ウェイド将軍を欺くためにジャコバイト軍を2隊に分けた後、11月8日に抵抗に遭わずにイングランドに侵入した。10日、カーライルに到着した。カーライルは1707年の合同以前はイングランド・スコットランド国境における重要な要塞だったが、1745年時点でその防御工事の状態が悪く、駐留軍も年寄りのベテラン兵士80人だけだった。このような状態にもかかわらず、ジャコバイト軍は攻城砲がなかったため兵糧攻めしかできなかったが、それを行う装備も時間もなかった。しかし、ウェイドの救援軍が雪で遅れると知った駐留軍は15日に降伏した。12月にカンバーランド公爵がカーライルを奪回したとき、彼は降伏の責任を負う者を処刑しようとするほど激怒した。
ジャコバイト軍は小部隊の駐留軍を残して進軍を続け、11月26日にプレストンに、28日にマンチェスターに到着した。マンチェスターでははじめて多数のイングランド人兵士が入隊、ランカシャーのカトリックであるフランシス・タウネリーが率いるマンチェスター連隊に編成された。タウネリーは元フランス軍士官で、1715年の蜂起に参加した廉で兄リチャードが危うく処刑されるという経歴を持つ者だった。

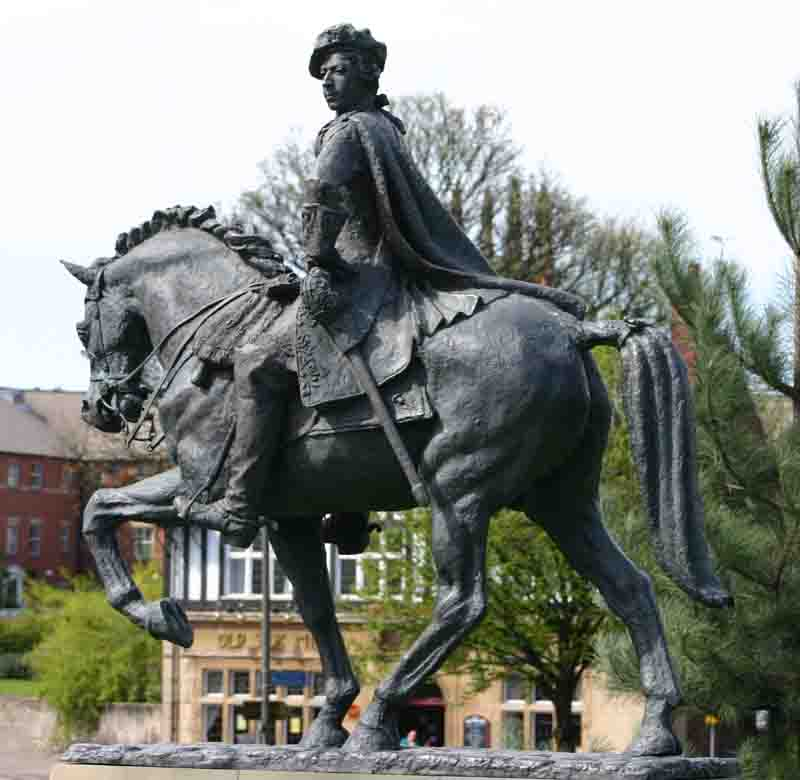
ダービーにあるチャールズ・ステュアートの像。ジャコバイト軍が同町に進軍したことを記念して立てられた。

ジャコバイト軍は12月4日にダービーに入城、諮問会は5日に会議を開いて次の行動を討議した。フランス軍がイングランドに上陸する様子はなく、また大勢の群衆がジャコバイト軍の南進を見ていたにもかかわらず、多くの兵士が入隊したのはマンチェスターだけであり、1715年時点でジャコバイトの重鎮だったプレストンでは3人しか入隊しなかった。プレストンとマンチェスターでも諮問会が開かれており、多くのスコットランド人がすでに遠くまで進んだと考え、ダービーへの進軍に同意したのもチャールズが「サー・ワトキン・ウィリアムズ＝ウィンがダービーでジャコバイト軍と落ち合う予定である」「ボーフォート公爵が戦略上の要地であるブリストル港を奪取する準備を進めている」と主張した結果だった。
マレーはすでにできるだけ進んだと主張し、カンバーランド公爵がロンドンから北上して、ウェイドがニューカッスルから南下している状況にあっては優勢の政府軍によってスコットランドから切り離される危険があるとも主張した。チャールズはウィリアムズ＝ウィンとボーフォート公爵の状況について尋ねられたが、彼はそこでようやくフランスを離れてからイングランドのジャコバイトの報せを聞いていないと白状した。これはチャールズが先の諮問会で嘘をついたことを意味したため、彼とスコットランド人の関係は修復できないほどに傷つけられた。ロイヤル・スコッツやアイルランド旅団のスコットランド人とアイルランド人正規軍が大量の武器、弾薬、資金を輸送してモントローズに上陸したとの報せが届くと、スコットランドで足場を固めるべきとの見方が更に強くなり、諮問会は圧倒的多数で撤退を支持し、翌日には北への撤退を開始した。

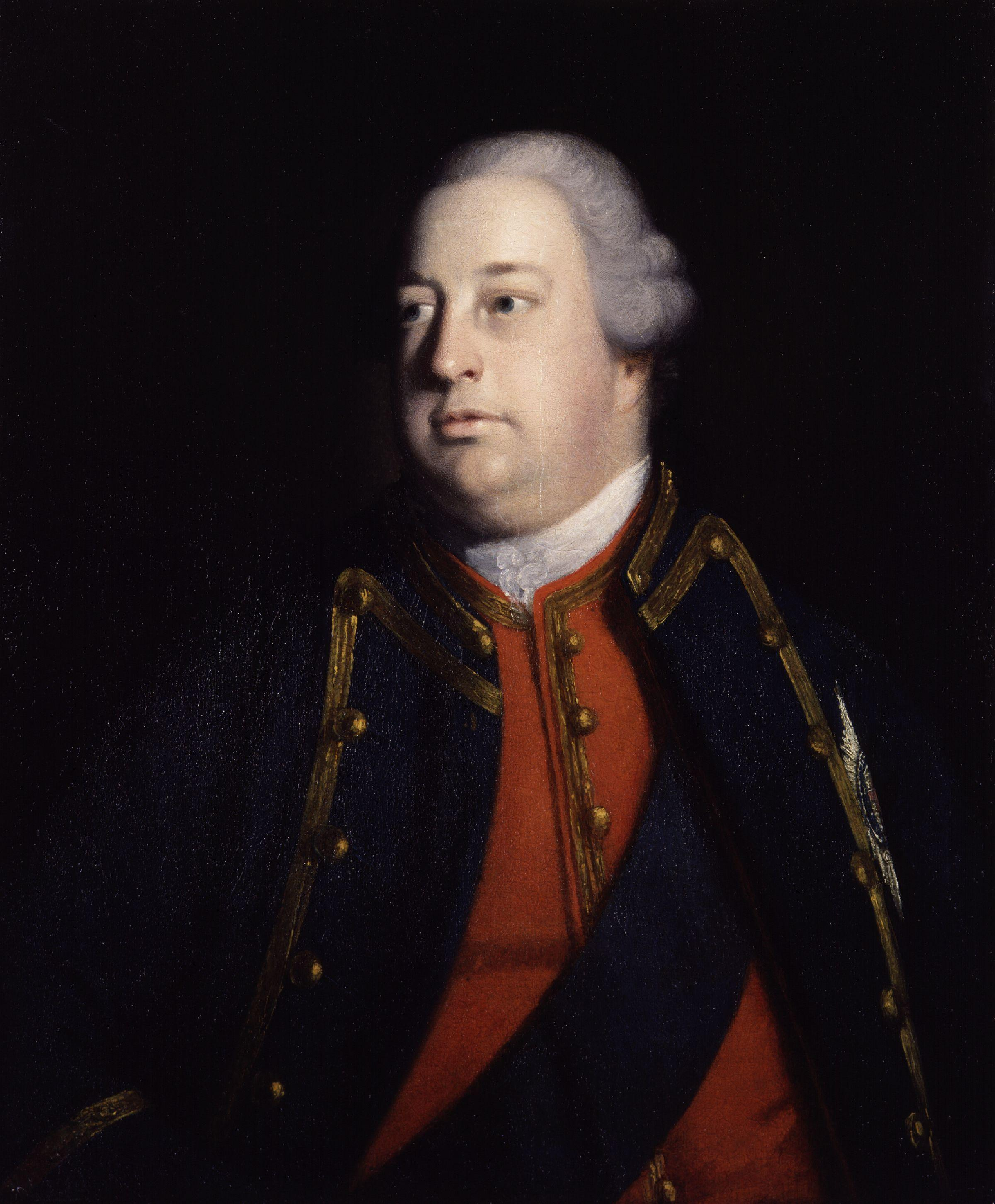
カンバーランド公爵ウィリアム・オーガスタス、1757年頃。

現代にいたるまで議論されることではあるものの、同時代の人々はたとえジャコバイト軍がロンドンまでたどり着けたとしても、ハノーヴァー朝の体制が崩壊するとは信じていなかった。ジャコバイト軍の決定はイングランドとフランスの支援の欠如によるものであり、現代の歴史学者の多くがその決定を賢明であるとした。装備の軽いジャコバイト軍の優勢は行軍の素早さだったが、戦う必要がある場合は重兵装の欠如が不利になる。カンバーランド公爵の軍勢に従軍していたリッチモンド公爵は11月30日付の手紙でジャコバイト軍の選択肢を5つ列挙したが、そのうちスコットランドへの撤退がジャコバイトにとって最良で政府軍にとって最悪である。
イギリス政府はダンケルクで侵攻艦隊が準備されているとの報告について憂慮したが、侵攻計画がどこまで真剣なのかは不明である。1745年から1746年にかけての冬、モーリス・ド・サックス元帥はフランス北部に軍を集結させて、フランドルへの攻勢を準備しており、一方ダンケルクは私掠船の基地で常にせわしかった。侵攻の脅威にさらすことはイギリスに消耗させる上で実際に侵攻するよりはるかに投資効率が高く、侵攻の計画は1746年1月に正式に取り消された。
イングランド進軍が与えた最も大きい影響はチャールズと（マレーなど）スコットランド人支持者の間にお互いに深い疑惑を抱くようになったことである。エルホー卿が後に記述したところによると、マレーはスコットランドで戦争を「数年」続けることができると信じており、そうすることでハノーヴァー朝は軍勢を大陸での戦争に振り分けるためにジャコバイトと折り合わなければならなくなるという。
行軍の速いジャコバイト軍は追撃を振り切ることに成功、12月18日にクリフトン・ムーアで小競り合いが行われたのみで20日にはスコットランドに戻った。カンバーランド公爵の軍勢は22日にカーライル城外に到着、駐留軍が7日後に降伏したことでジャコバイト軍はイングランドから完全に撤退した。駐留軍の多くがマンチェスター連隊に所属しており、フランシス・タウネリーを含む士官数人が後に処刑された。

## カロデンの戦いまで

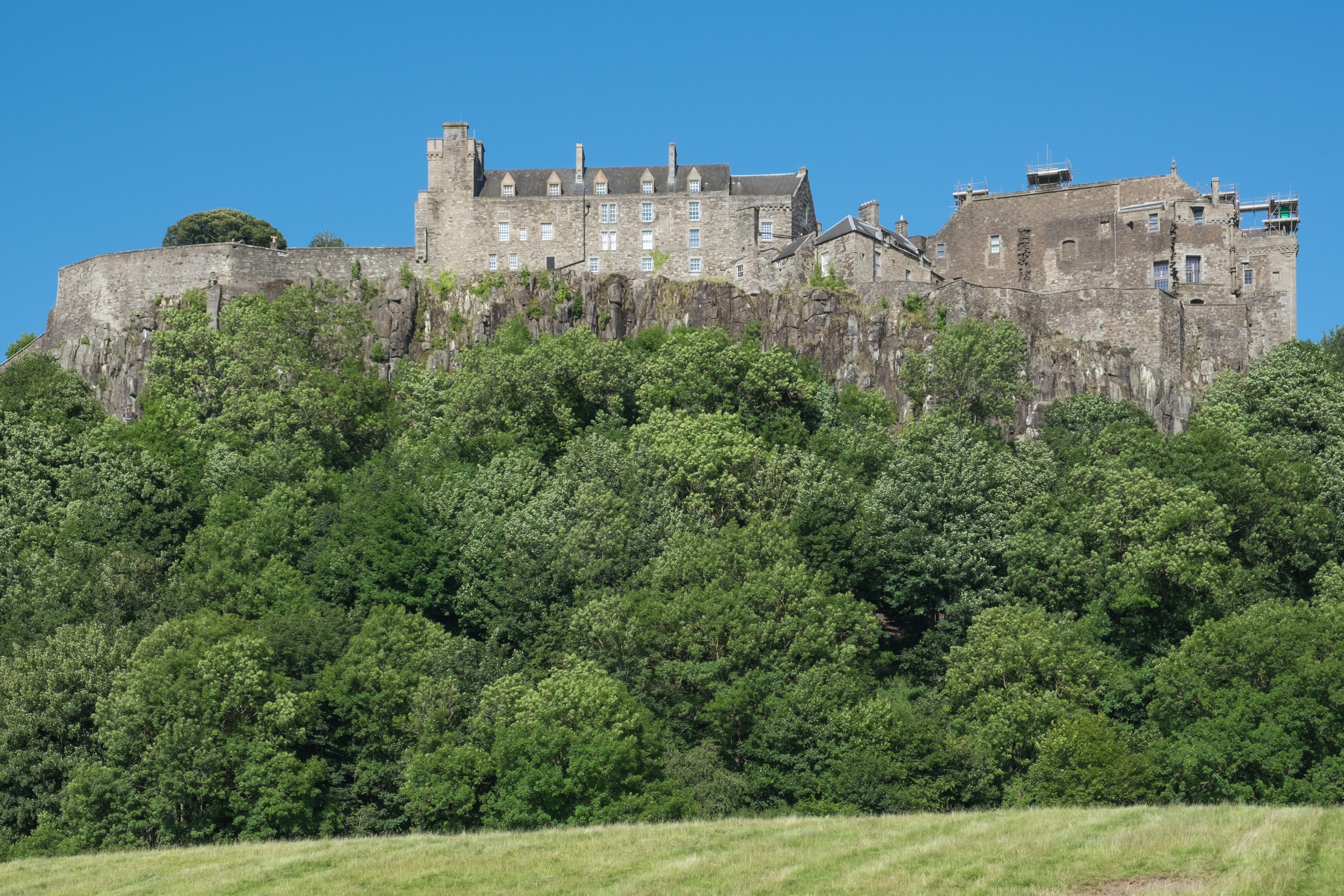
スターリング城。ジャコバイト軍は2か月かけて包囲を行ったが失敗に終わった。

侵攻自体はほとんど何も果たせなかったが、ダービーまで進軍して戻ってきたことは軍事的には相当な成就である。ジャコバイト軍の戦意は高く、フレイザー、マッケンジー、ゴードン氏族から徴集してきた軍勢とフランス軍のスコットランド人とアイルランド人正規軍の増援によりジャコバイト軍は8千人まで増えた。フランス軍から供給された大砲は戦略上の要地であるスターリング城の包囲戦に使われ、1月17日にはフォルカーク・ミュアの戦いでヘンリー・ホーリー率いる救援軍を撃退したが、包囲自体の進捗は遅かった。
ホーリーの軍勢は撃退はされたもののほとんど無事であり、1月30日にカンバーランド公爵がエディンバラに到着すると、ホーリーの軍勢は再びスターリングに進軍した。多くのハイランド人がフォルカーク・ミュアの戦いの後にハイランドへ去ったため、ジャコバイト軍は2月1日にスターリング城の包囲を諦め、インヴァネスに撤退した。カンバーランド公爵の軍勢は海岸に沿って進み、海路で補給を受けられるようにした。カンバーランド公爵は2月27日にアバディーンに入城したが、両軍とも天気が好転するまで軍事行動を一時停止した。

カロデンの戦いの地図。ジャコバイト軍左翼は前方に沼地が広がったため、右に進むことを余儀なくされた。ラウドンのハイランダー部隊は政府軍最右翼として、カロデン・パークの壁の後ろに布陣した。

フランスからの補給船の一部がイギリス海軍の海上封鎖を突破したが、ジャコバイト軍は春までに食料、資金、武器がいずれも不足しており、4月8日にカンバーランド公爵がアバディーンを離れたとき、ジャコバイトの指導部は会戦が最良の選択肢であると結論付けた。蜂起が終わった後には戦場選びの責任を負ったマレーとオサリヴァンの支持者が戦場の選択について論争したが、会戦の敗北自体はいくつかの要因があった。カンバーランド公爵の軍勢が人数でも装備でも勝っていたこともあるが、ハイランド部隊の突撃の対処について特訓していたこともある。ハイランド部隊の突撃は速度と獰猛さをもって敵軍の戦列を破っており、成功した場合はプレストンパンズの戦いやフォルカーク・ミュアの戦いのように戦闘が早期に終結するが、失敗した場合は踏みとどまることができなかった。
たびたびイギリス本土における最後の会戦ともいわれる4月16日のカロデンの戦いはわずか1時間足らずで政府軍の決定的な勝利に終わった。前夜にカンバーランド公爵の軍勢に奇襲を仕掛けるべく行軍したことで疲れたため（奇襲自体は失敗した）、多くのジャコバイトはカロデンの戦いに参戦できず、結局参戦したのは5千人にも満たないジャコバイト軍とよく休んで装備も整った7千から9千の政府軍だった。
戦闘はまず砲撃で始まったが、政府軍の砲撃が練度でも回数でもジャコバイト軍の砲撃を上回った。チャールズは持ちこたえ、カンバーランド公爵の攻撃を予期したが、カンバーランド公爵は攻撃を拒否した。砲撃に対応できず大きな損害を出したスコットランド氏族連隊の一部が撤退をはじめると、チャールズは自軍の前列に突撃を命じた。ジャコバイト軍左翼は前方に沼地が広がったため右に進んだが、そこではカロデン・パークの壁に行動を制限された。

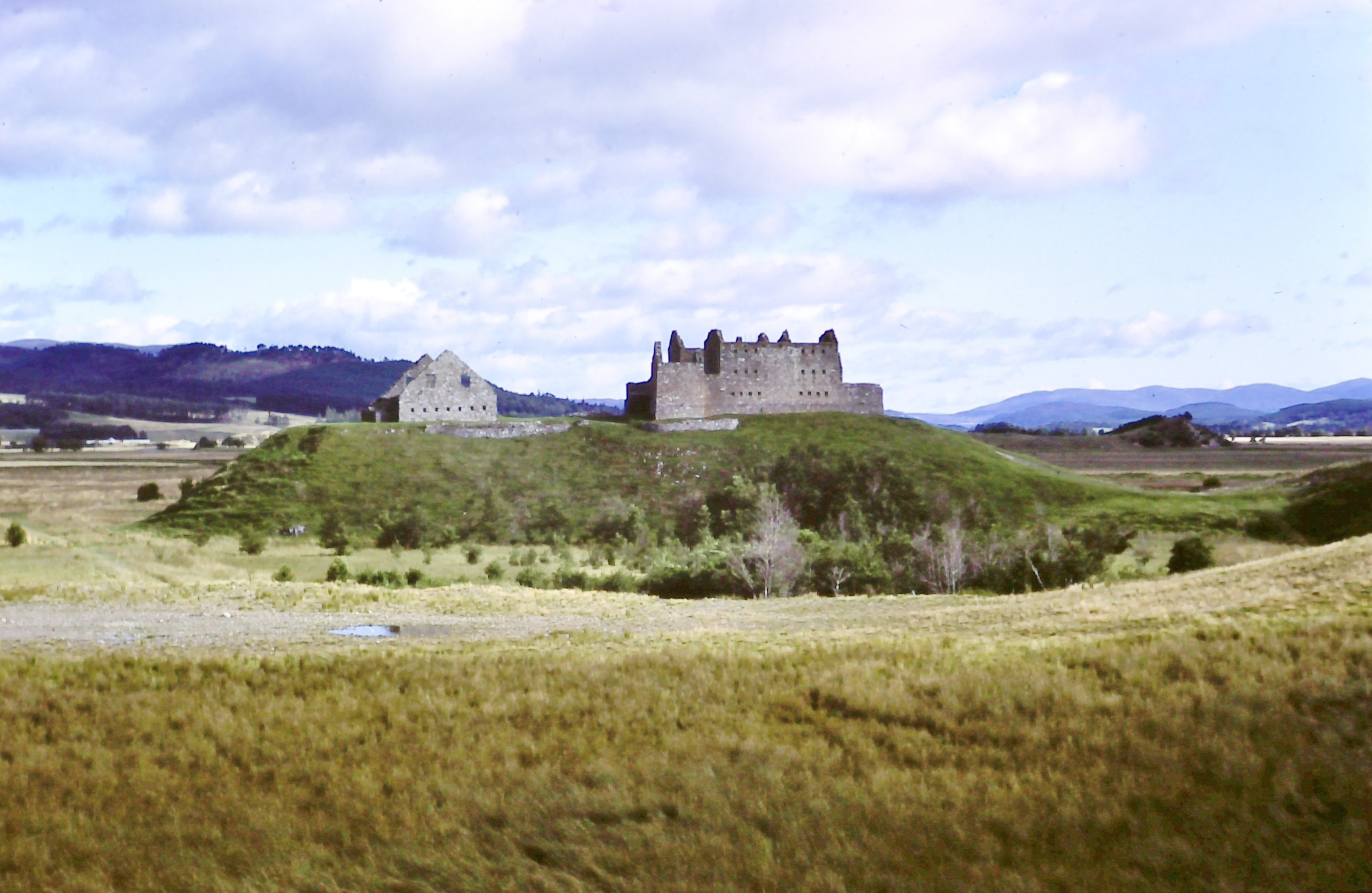
リーヴェン兵舎。カロデンの戦いの後、ジャコバイト軍の生還者約1,500人がそこに集まった。

これにより政府軍の戦列までの距離が遠くなって突撃の勢いが減ることになり、政府軍の砲撃に晒される時間が長くなった。さらに、政府軍は砲撃をぶどう弾に切り替えた。ハイランド部隊はそれでも政府軍の左翼に攻め込み、後退させたものの完全に破ることはできず、さらにラウドンの連隊がカロデン・パークの壁の後ろからハイランド部隊の側面に攻撃を加えた。反撃のできないハイランド部隊は陣形が破り、混乱して後退した。ジャコバイト軍第2列のアイルランドとスコットランド正規軍が規律を保って撤退したため、チャールズや側近は北へ撤退することができた。
フランス正規軍など規律を保った部隊は撤退中でもすきをあまり見せなかったが、ハイランド部隊は多くが政府軍の竜騎兵の追撃を受けて戦死した。政府軍の損害は戦死約50と負傷259であり、戦場に残ったジャコバイト軍の負傷者は戦後に殺害されたとされ、合計で死者1,200-1,500と負傷500となった。その後の2日間、生還者約1,500人がリーヴェン兵舎に集まり、チャールズは20日に解散を命じた。彼は解散の理由について、戦闘の継続にはフランスの援助が必要で、ジャコバイト軍は彼がさらなる支援をもって帰ってくるまで待つべきと述べた 。
エルホー卿が後に主張したところでは、彼がチャールズに彼のもとに残った9千人の先頭に立つべきで、生死を共にすべきと述べたが、チャールズはフランスに渡る決意をしたという。チャールズはハイランド西部で追手を回避しながら、9月20日にようやくフランス船に拾われた。以降はスコットランド人との関係がこじれていたこともあり、二度とスコットランドに戻ることはなかった。彼はダービーまで進軍する以前にもマレーなどの裏切りを疑っており、このような怒りの爆発は戦況への失望や深酒によりだんだんと頻繁になり、スコットランド人のほうもチャールズが保証する支援を信じられなくなった。

## その後

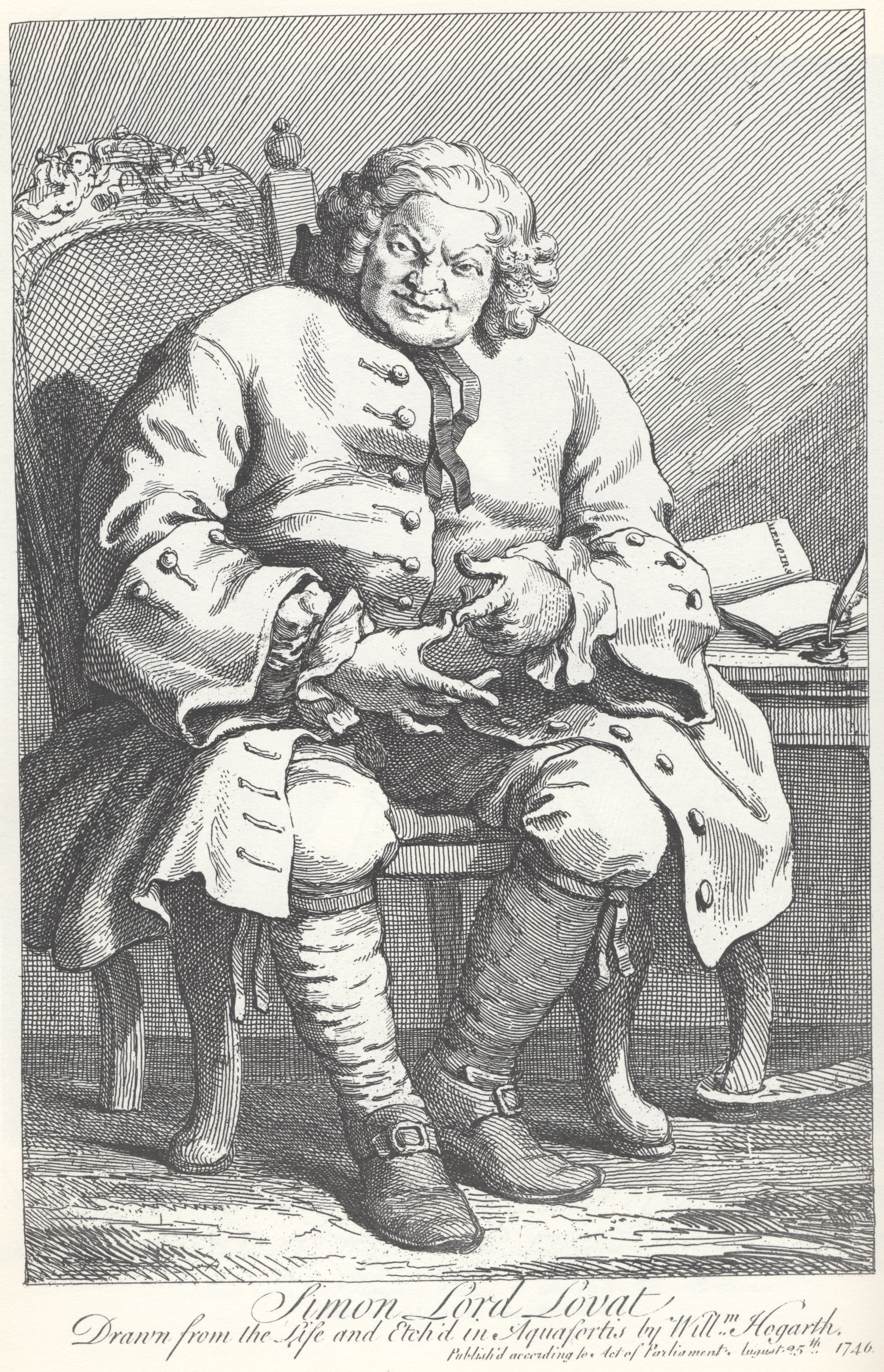
ラヴァト卿、ウィリアム・ホガース作。ラヴァトが裁判を受けるためにロンドンに移送される途上のセント・オールバンズで描かれた作品。

カロデンの戦いの後、政府軍は数週間かけてジャコバイト軍を捜索し、畜牛を没収したり臣従宣誓を拒否する教派やカトリックの集会所を燃やしたりした。フランスの正規軍は捕虜として扱われ、後に国籍にかかわらず交換されたが、ジャコバイト軍で捕虜になった3,500人は反逆罪で起訴され、うち900人が恩赦され、650人が裁判を待っている途中で死亡、120人が処刑され（主にマンチェスター連隊の隊員や脱走者）、残りは追放された。貴族でジャコバイトであるラヴァト卿、キルマーノック伯爵、バルメリノ卿は1747年4月に斬首されたが、世論の風向きは変わっており、カンバーランド公爵が厳罰を堅持したこともあってジャコバイトに同情的な者の間で「虐殺者」（Butcher）と呼ばれた。

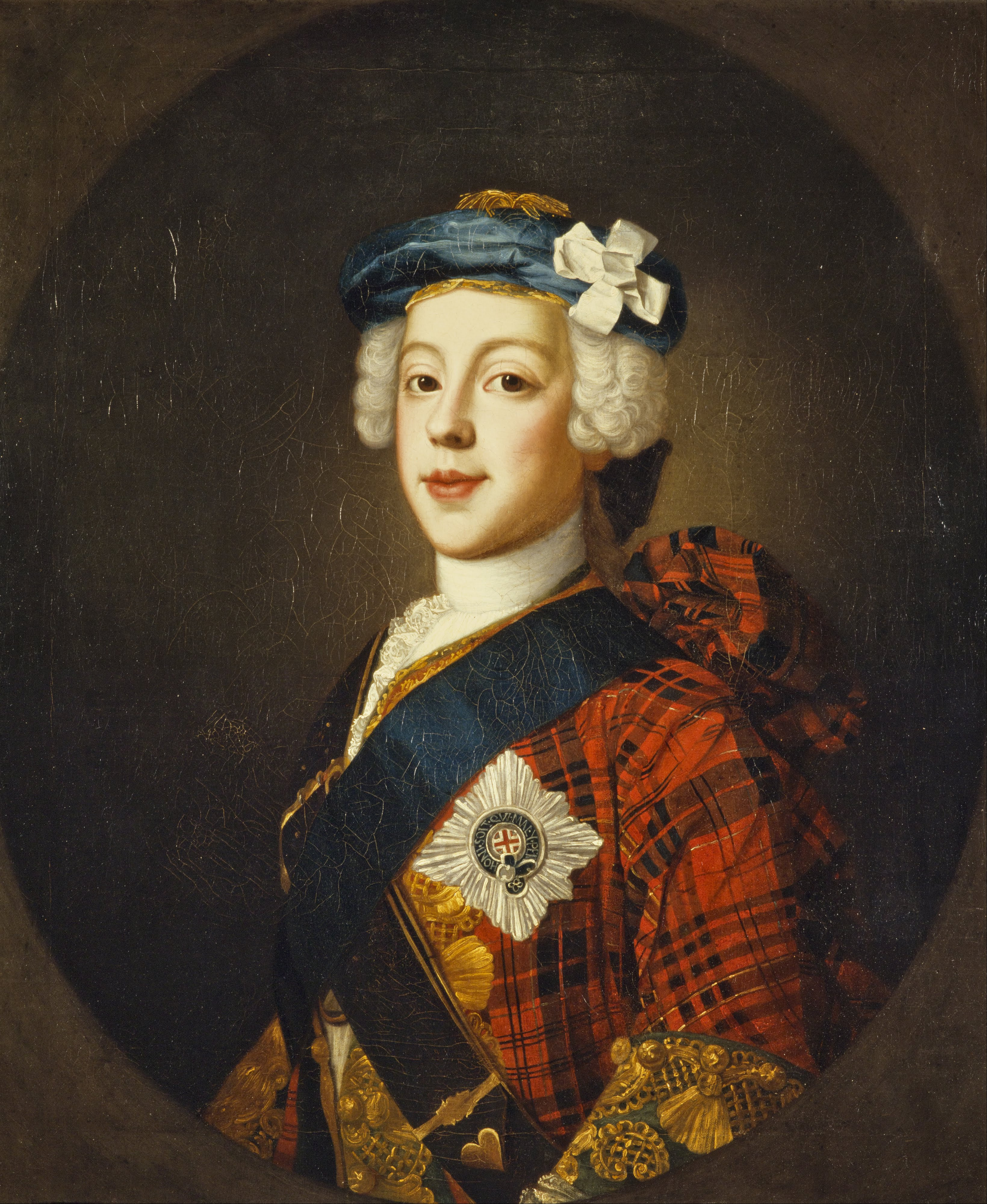
ハイランド人の服を着るチャールズ、1750年頃。

1747年恩赦法によりその時点で投獄されたままの者が恩赦された。その中にはフローラ・マクドナルドもおり、彼女には王太子フレデリック・ルイスなど上流階級の支持者が多く、彼らは彼女のために1,500ポンド以上の義捐金を集めた。以降エルホー卿、マレー卿、ドナルド・キャメロン・オブ・ロキールは帰国できないまま死去（それぞれ1787年、1760年、1748年没）、一方で1745年にロキールに雇われて各地の借地人にジャコバイト軍に入るよう迫ったアーチボルド・キャメロン・オブ・ロキールはスコットランドに戻ったときに同じ氏族の人に裏切られたとされ、彼は1753年6月7日に処刑された。
エディンバラより北か、アバディーンなどの港より内陸に進んだら、整備された道路が少なくなり、またハイランド地方の正確な地図がなかったため、カンバーランド公爵の軍勢は進軍が遅れた。そのため、将来の反乱を避ける目的で新しい要塞が建設され、ウェイドが1715年の蜂起以降にはじめた軍道建設がようやく完成、ウィリアム・ロイが初となるハイランド地方の広範囲な測量を行った（1755年、七年戦争勃発により完成せず）。また、1745年以前にも経済情勢の変化により圧力がかけられていた伝統的な氏族制にはさらなる圧制政策が実施された。1746年のスコットランド世襲的司法権廃止法により氏族長の氏族人に対する権力が廃止され、同年の服装法により軍務以外でキルトを着ることが禁止されたが、後者については効果が疑問視され、1782年に廃止された。

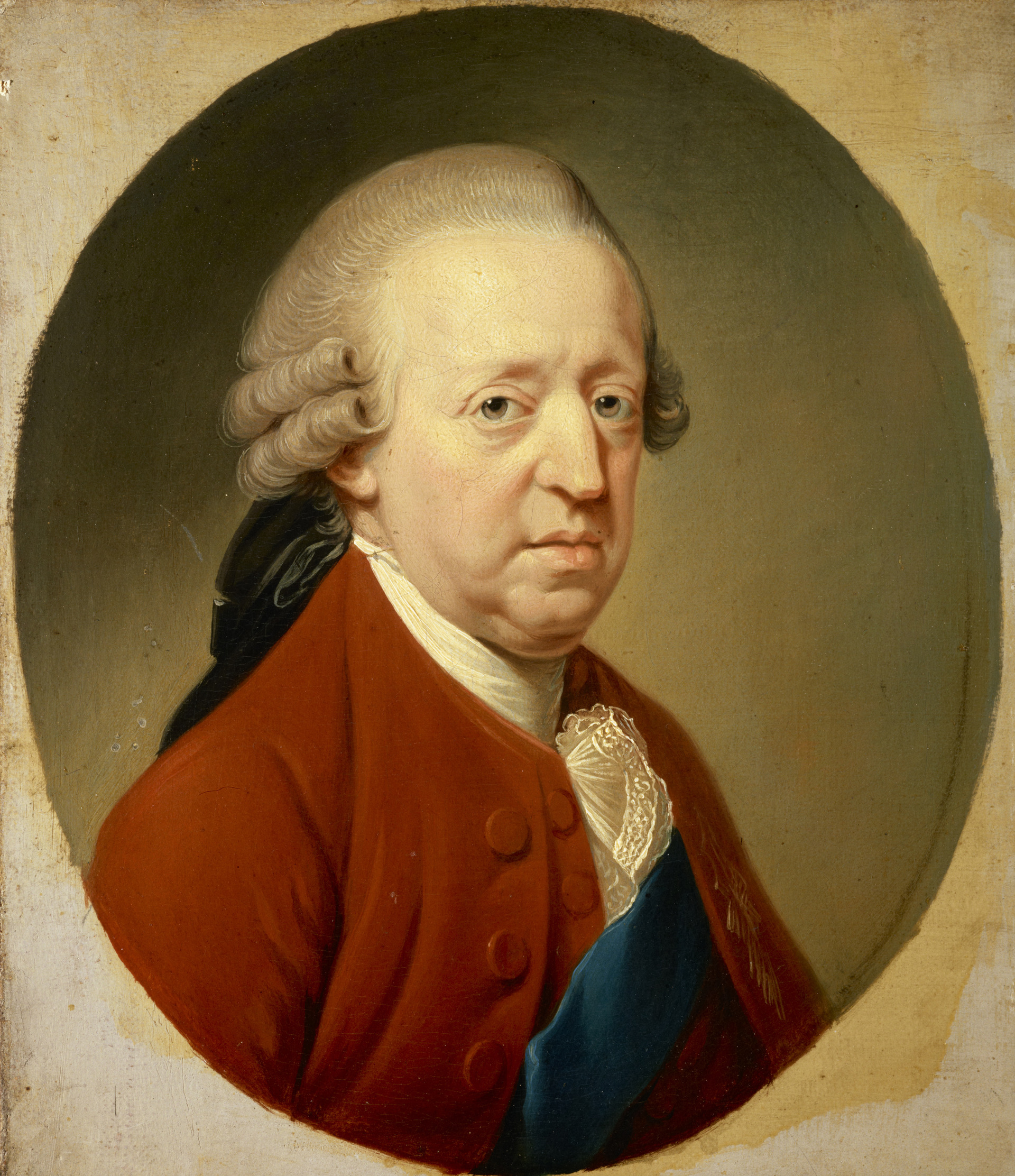
1785年頃のチャールズ

ジャコバイト運動は1746年に完全に消えたわけではなかったが、諸派の間で目的の矛盾が浮き彫りになったことでジャコバイトが脅威となることはなくなった。多くのスコットランド人はチャールズの指導に幻滅、またイングランドにおけるジャコバイト勢力の衰退も1715年時点でジャコバイトを強く支持したノーサンバーランドやダラムといった地域でも1745年の蜂起でほとんど支援がみられなかったことで示された。アイルランドのジャコバイト結社は続いたが、ステュアート家への支持というよりは既存の体制への反対によるものであり、やがて共和派のユナイテッド・アイリッシュメン協会に吸収された。
1747年6月にデギーユ侯爵が帰国すると、彼は海軍大臣モールパ伯爵に報告を提出したが、そこでオサリヴァンとロキールを除くジャコバイト指導者を批判、特にチャールズへの評価が「フランスにとって、ステュアート家の復位よりスコットランド共和国建国のほうが良い」と極めて厳しいものだった。
両軍の指導者にとって、1745年の蜂起はその生涯の最高峰となった。カンバーランド公爵は1757年に軍務から退き、1765年に卒中により死去した。チャールズはパリに帰還したときは英雄として歓迎されたが、1748年のアーヘンの和約によりステュアート家は再びフランスを追われた。ヘンリー・ステュアートが1747年6月にカトリックの聖職者になったことは暗黙的にはジャコバイト運動の終結の受け入れとして扱われ、チャールズが彼を許すことはなかった。チャールズは以降も再起をかけて1750年に秘密裏にロンドンを訪れたり、1759年にフランス宰相ショワズール公爵に面会してイギリス侵攻を討議したが、ショワズールは彼を無能な酔いどれとして退けた。
1766年にジェームズが死去すると、教皇クレメンス13世はチャールズの求めに応じず彼をチャールズ3世として承認することを拒否した。チャールズは失望して、苦い思いを抱いたまま1788年1月に卒中により死去した。

## 遺産
| 「 | 大半の人々に受け入れたザ・フォーティファイブ（1745年の蜂起）への認識はピクニックと十字軍がぼやけて絵のように混ざったものである[...]。冷たい現実において、チャールズは求められておらず、歓迎されていない。 | 」 |

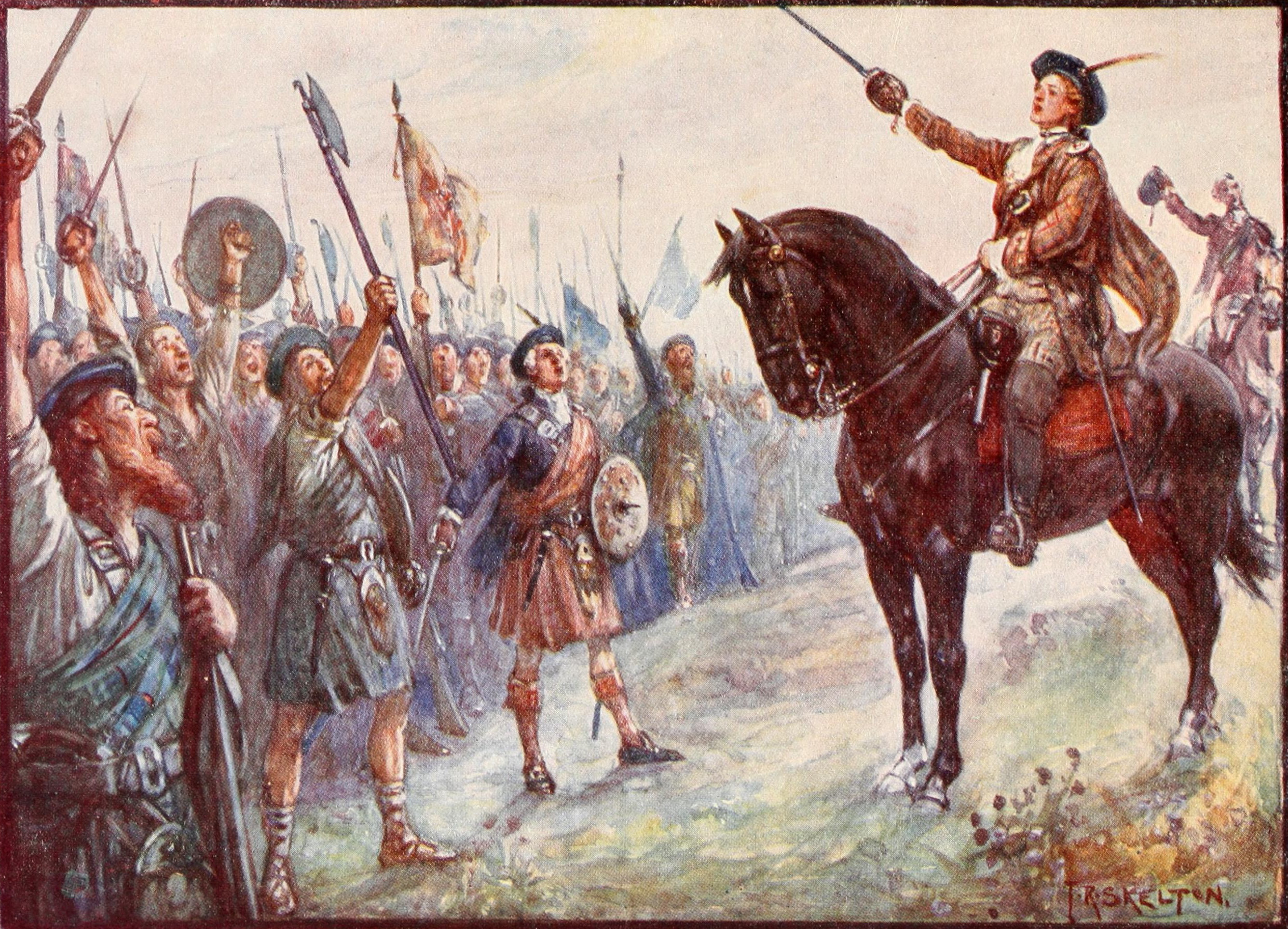
ロマンの象徴としてのチャールズ・ステュアート、ヘンリエッタ・エリザベス・マーシャルの『子どものためのスコットランド史』（1906年出版）より。

1745年ジャコバイト蜂起について、伝統的には「ボニー・プリンス・チャーリー」に注目することが多いが、現代ではそのように着目しては蜂起の本当の遺産が不明瞭になるとの考えがある。また、スコットランド人ジャコバイトの多くにとって、愛国心が原動力となっていたため、1745年の蜂起は運の尽きた運動と文化が起こした最後の行動ではなく、進行中の政治運動の一部である。ジャコバイト軍は度々ゲール語を話すハイランド人が大半を占めると描写されており、2013年にはカロデンのビジターセンターがエルホー卿とバルメリノ卿の衛兵隊、ジョン・バゴットのユサール部隊、ストラタラン子爵のパースシャー騎兵隊などのローランド部隊を「ハイランド騎兵」に分類した。ジャコバイト軍にはたしかに多くのハイランド人が含まれていたものの、ローランドからも優秀な部隊が出ており、またスコットランド人以外にもイングランド人で構成されるマンチェスター連隊、そしてフランスとアイルランド正規軍もいた。
1745年以前、ハイランド人が大衆に与える印象は「野蛮で邪悪なハイランド人」（"wyld, wykkd Helandmen"という、英語が訛っている印象もある）で、種族的にも文化的にもほかのスコットランド人と全く違うとされたが、蜂起以降は「高貴な戦士の部族」となった。1745年までの1世紀もの間、農村の貧困により多くの人々がオランダのスコットランド旅団など外国軍に入隊するようになった。しかし、従軍する者は多かったものの、氏族社会の軍事は長年衰退を続けており、氏族間の大規模な戦闘は1688年8月のマオル・ルーアの戦いで最後となった。外国軍への従軍は1745年に禁止されたが、同時にイギリス陸軍への募集が奨励されたため、イギリス陸軍への入隊は加速した。ヴィクトリア朝では「好戦的な種族」への募集に集中する政策がとられ、ハイランド人はシク教徒、ドーグラー、グルカ兵とともに恣意的に「好戦的」とされた。

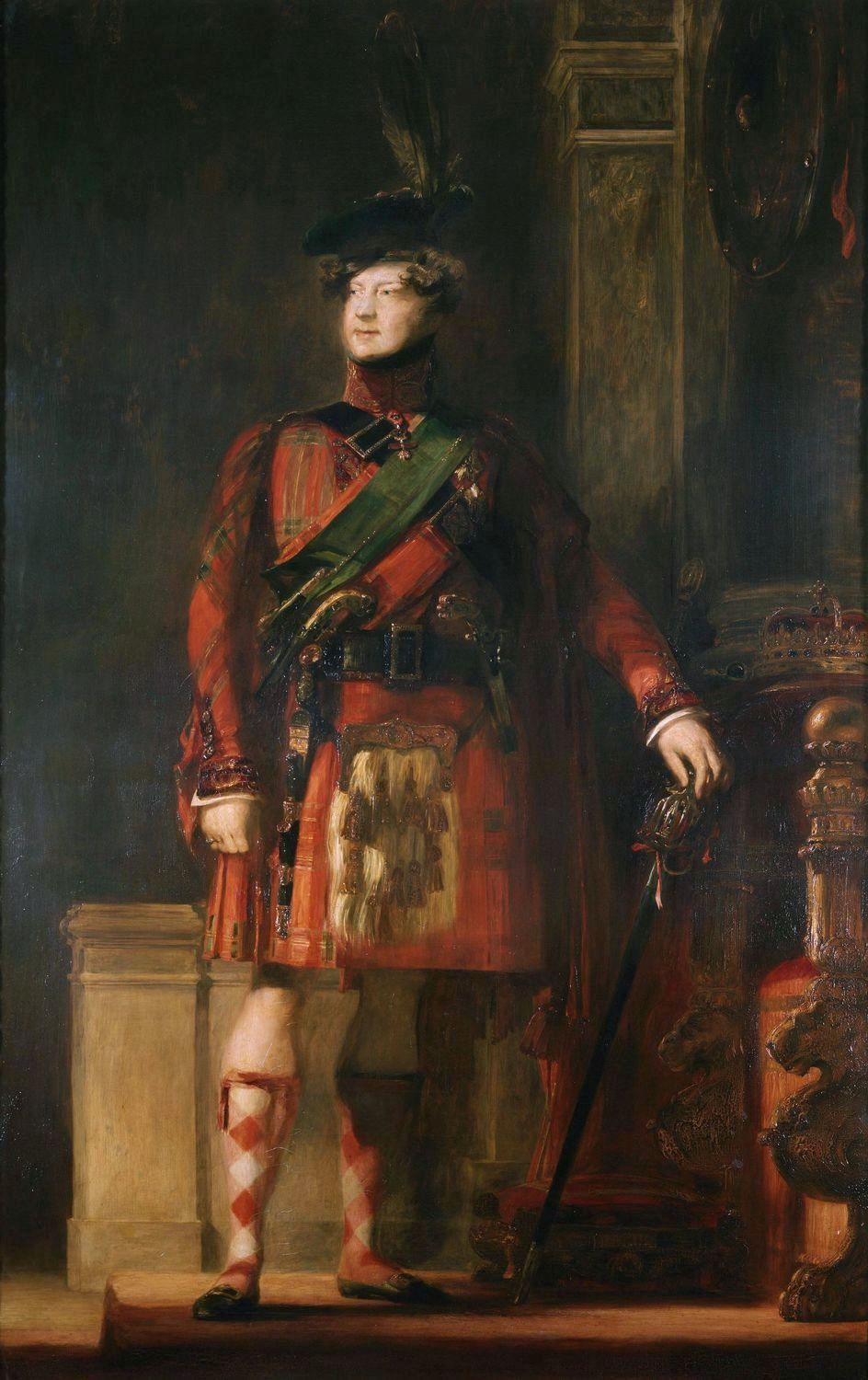
ジョージ4世、1822年。彼自身が設計したハイランド人の服装を着ている。

1707年以前のスコットランド人作家はヨーロッパ全体の文化の一部とされ、独自性は少なかった。合同への反動により、スコットランドの独自性が現れ始め、一例としてはアラン・ラムゼイなどの詩人がスコットランドの口語を詩に使用するようになった。1745年の蜂起の後、過去のジャコバイトと現在の合同という2つの考えを一致させることは共通の文化的なアイデンティティを強調することを意味した。この見方はステュアート家への同情を意味しなかったため、考えを一致させるがより容易になる。例えば、ラムゼイは1745年にエディンバラがジャコバイト軍に占領されたとき、同市を去った者（つまり、ジャコバイトを支持しなかった者）の1人である。しかし、スコットランド史の研究は20世紀中期まで学校や大学でほとんど顧みられなかった。

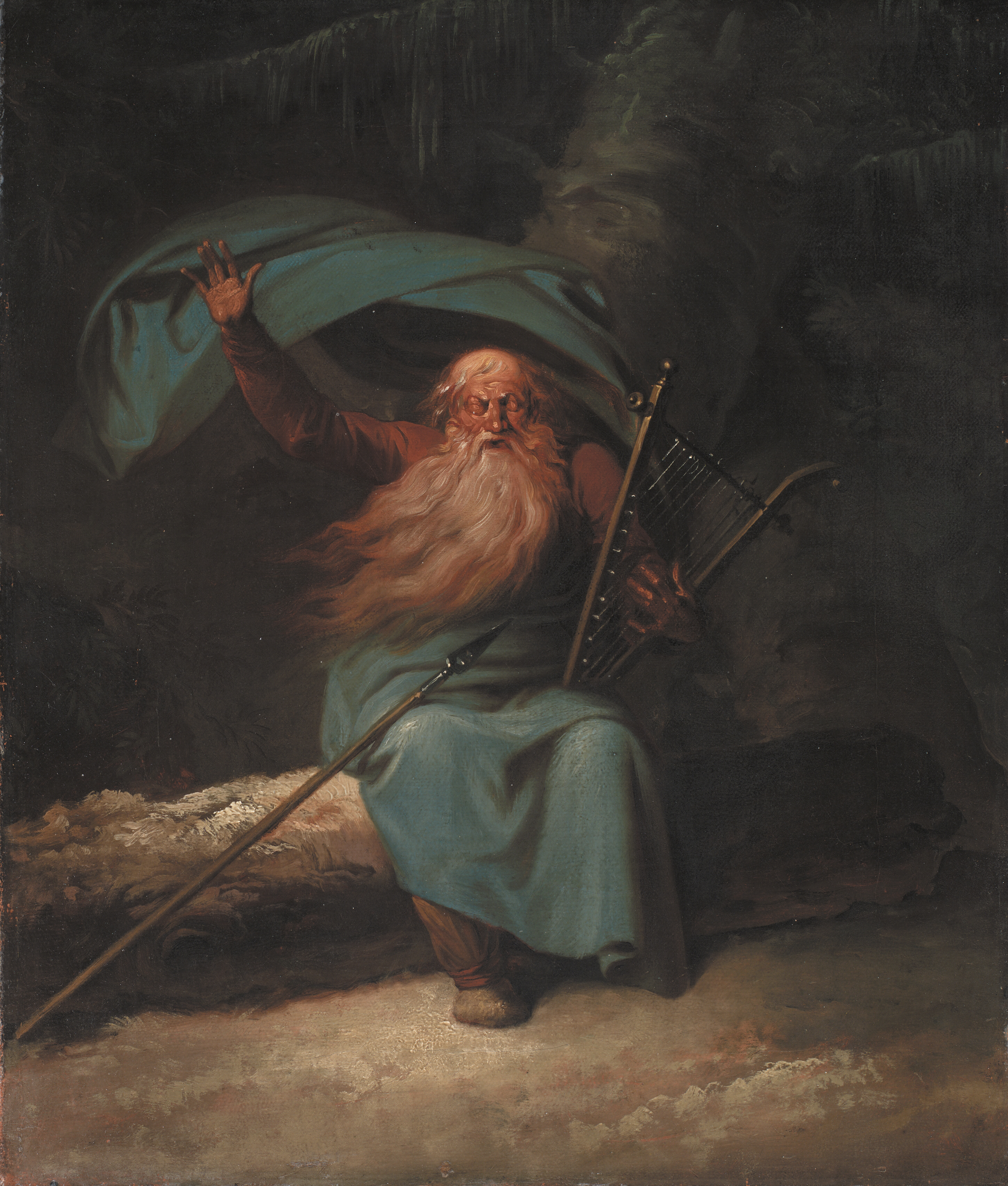
『オシアン』、ニコライ・アビルゴール作、1787年。ジェイムズ・マクファーソンの『オシアン』史詩は当時、ヨーロッパ中を風靡した。

スコットランド口語を使用するスタイルは1745年以降もロバート・バーンズなどによって続けられたが、多くの人々はスコットランド社会の分裂に触れることを回避して、より遠く、神話的な過去にたよった。一例としてはジェイムズ・マクファーソンがおり、彼は1760年から1765年の間にオシアンの史詩を発表、ヨーロッパ中を風靡した。マクファーソンの『オシアン』がゲール語の原文から翻訳したものであるとの主張には論争もあるが、1746年以降のスコットランド文化への意識はスコットランド・ゲール語文学の隆盛につながり、その多くが蜂起における出来事にも関連した。Alasdair mac Mhaighstir Alasdairが1740年代初期にゲール語初とされる世俗的な作品を著述した後、ダンカン・バン・マッキンタイア（政府側の民兵として蜂起鎮圧に関わった）やクリスティアナ・ファーグソン（カロデンの戦いで夫を失ったとされる）などがその潮流に続いた。
蜂起とその後の出来事は多くの作家が書いた題材であり、中でもサー・ウォルター・スコットが特筆に値する。彼は19世紀初期の作品で蜂起を合同派の共通の歴史として描写した。彼の小説『ウェイヴァーリー』（1814年）の主人公はステュアート家のために戦うイングランド人で、政府軍の大佐を救った後、ハイランド人のロマンチックな美人を断ってローランド貴族の娘と結婚した。スコットが合同派と1745年の蜂起を融和したことで、カンバーランド公爵の甥ジョージ4世が蜂起から70年後にキルトやタータン（ジャコバイト反乱のシンボルとされた）を着て肖像画に描かれることが可能になった。
複雑で分裂的な歴史の代わりに簡単で共通な文化や伝統を強調することでヴィクトリア朝にバーンズ・サパー、ハイランドゲームズ、タータンなどが発明され、またプロテスタントが主流の国にもかかわらずスコットランド女王メアリー、ボニー・プリンス・チャーリーといったカトリックの象徴を受け入れた。これらのシンボルは現代でもスコットランドの過去への見方を形成している。